# Liste der Kulturdenkmale in Görlitz-Altstadt, A–K
In der Liste der Kulturdenkmale in Görlitz-Altstadt, A–K sind sämtliche Kulturdenkmale der Görlitzer Altstadt verzeichnet, die bis November 2017 vom Landesamt für Denkmalpflege Sachsen erfasst wurden (ohne archäologische Kulturdenkmale) und deren Straßenname mit den entsprechenden Anfangsbuchstaben beginnt. Die Anmerkungen sind zu beachten.
Diese Liste ist eine Teilliste der Liste der Kulturdenkmale in Görlitz.

## Liste der Kulturdenkmale in Görlitz-Altstadt, A–K
| Bild                                    | Bezeichnung | Lage                                                              | Datierung | Beschreibung | ID       |
| --------------------------------------- | --- | ----------------------------------------------------------------- | --- | --- | -------- |
|                                         | Straßen der Historischen Altstadt mit Bürgersteigen und Granitpflasterungen | Am Museum (Karte)                                                 | 19. Jahrhundert                                                                                               | Stadtgeschichtlich und straßenbildprägend von Bedeutung (Annengasse, Apothekergasse, Bäckerstraße, Bei der Peterskirche, Breite Straße, Brüderstraße, Büttnerstraße, Demianiplatz, Elisabethstraße, Fischmarkt, Fischmarktstraße, Fleischerstraße, Hainwald, Handwerk, Helle Gasse, Hotherstraße, Jüdenstraße, Karpfengrund, Klosterplatz, Klosterstraße, Kränzelstraße, Krebsgasse, Krischelstraße, Langenstraße, Neißstraße, Nikolaistraße, Nonnenstraße, Obermarkt, Peterstraße, Plattnerstraße, Platz des 17. Juni, Rosenstraße, Schwarze Straße, Sporergasse, Steinstraße, Untermarkt, Weberstraße, Verrätergasse) | 09302847 |
| Weitere Bilder                          | Museum der Naturforschenden Gesellschaft zu Görlitz | Am Museum 1 (Karte)                                               | 1859–1860 Neubau                                                                                              | Gebaut für die 1811 gegründete „Ornithologische Gesellschaft zu Görlitz“, die sich 1823 in "Naturforschende Gesellschaft zu Görlitz" umbenannte, baugeschichtlich und ortsgeschichtlich von Bedeutung. Am 10. April 1811 gründete J. G. Kretzschmar die „Ornithologische Gesellschaft zu Görlitz“, die sich am 13. Mai 1823 in „Naturforschende Gesellschaft zu Görlitz“ umbenannte, um die Ausweitung der Interessenten auch namentlich kenntlich zu machen. Sie ist die Vorgängerorganisation des heutigen Museums. Nach mehrfachem Wechsel der Räumlichkeiten innerhalb der Stadt baute die Naturforschende Gesellschaft 1855 bis 1860 für ihre Sammlungen ein Museum. 1860 bezog die Gesellschaft das eigene Haus, das jetzige Naturkundemuseum, und begann mit Ausstellungen und Vortragstätigkeit. Umbauten 1901–1902 durch Baumeister August Kämpffer (auch zur Vergrößerung der Sammlungs- und Ausstellungsfläche) gaben dem Haus das heutige Aussehen. | 09281354 |
|                                         | Wohnhaus in geschlossener Bebauung, Eckhaus | Am Museum 2 (Karte)                                               | 1862 | Bauherr war der Gürtler Otto Dreßler, baugeschichtlich und städtebaulich von Bedeutung | 09281353 |
|                                         | Alle Teile der nördlichen Stadtbefestigung, dazu gehören äußere Zwingermauer und innere Stadtmauer, der Teil der Stadtmauer östlich der Peterskirche bis Neißstraße 12 sowie Grünanlage im Nikolaizwinger zwischen Nikolaiturm und Peterskirche mit Bodenrelief, Bepflanzung, Stützmauern, Treppen, Toren, Wegesystem und Brunnenanlage | Am Nikolaigraben (Karte)                                          | Ab ca. 1300 (äußere Zwingermauer und innere Stadtmauer); Spätmittelalter (Hotherbastei)                       | Grünanlage 1953–1954 durch den Görlitzer Gartenbaudirektor Henry Kraft gestaltet mit den vier Bereichen: Vorhof, Staudengarten mit vier Terrassen, Wallgarten mit Hotherbastei, Brunnenterrasse, stadtgeschichtlich und gartenkünstlerisch von Bedeutung. Nördlicher Teil der Stadtbefestigung: zwei Mauern (äußere Zwingermauer und innere Stadtmauer), dazwischen die Bastei bzw. der Zwinger, die innere Mauer ist höher, östlicher Stadtmauerteil hinter dem Chor der Peterskirche bis Neißstraße 12. Beschreibung des Gartendenkmals: - Geschichte: 1953/1954 Gestaltung zur öffentlichen Grünanlage im Zwinger zwischen Nikolaiturm und Peterskirche nach einem Entwurf von städtischen Gartendirektors Henry Kraft im Rahmen des Nationalen Aufbauwerks, ab 1995 Sanierung der Stadtmauer und Neugestaltung der Zwingeranlagen unter Einbezug der historischen Strukturen aus den 1950er Jahren - Bauliche Schutzgüter: Stadtmauer und Zwingermauer - Zugänge: über moderne Stahltreppe und Zugangs-Pforte vom Am Nikolaigraben, Portal aus Bruchstein mit zweiflügligem Ziergitter-Tor von der Nikolaistraße, Portal aus Bruchstein (mit neuem Tor) trennt den Nikolaizwinger in einen östlichen und einen westlichen Bereich - Wegesystem: Wege mit wassergebundener Decke - Gartenbauten: Sitzplatz mit Stützmauern aus Granit an der Hotherbastei - Wasserelemente: Wandbrunnen aus Granit am südlichen Ende des Nikolaizwingers - Vegetation: Staudenpflanzungen im gesamten Zwingerbereich - Sonstige Schutzgüter: Bodenrelief im östlichen Bereich Terrassierung mit Stützmauern aus Granit | 09282372 |
|                                         | Straßen der Historischen Altstadt mit Bürgersteigen und Granitpflasterungen | Annengasse (Karte)                                                | 19. Jahrhundert                                                                                               | Stadtgeschichtlich und straßenbildprägend von Bedeutung | 09302847 |
|                                         | Wohnhaus in geschlossener Bebauung, Eckhaus zur Elisabethstraße | Annengasse 3 (Hauptanschrift: Steinstraße 10) (Karte)             | 1845 | Baugeschichtlich und städtebaulich von Bedeutung. Gehörte 1862 Seifensieder Dobschall, Gebäude mindestens von 1675 bis 1750 altes Huf- und Waffenschmiedehaus, dann Böttcherhaus, 1845 abgebrochen und um 1850 Neubau. Fassade um 1910 verändert. Originale Haustür. | 09282176 |
| Weitere Bilder                          | Annenkapelle, an der Westseite an benachbarte Annenschule anstoßend, dazu die Einfriedung und der Brunnen mit Engel, dem die Zeit durch die Finger rinnt, von Veronika von Appen | Annengasse 4 (Karte)                                              | 1508–1512 | Relikt der historischen Wasserversorgung, auf Plan 1794 als Rohrbütte verzeichnet, baugeschichtlich, kunstgeschichtlich und ortsgeschichtlich von Bedeutung. Kapelle als Denkmal der Frömmigkeit eines reichen Görlitzer Bürgers. Gebaut ungewöhnlicherweise von einem Patrizier, Hans Frenzel (1563–1526). Brustbild des Albrecht Stieglitzer an einem Kragstein. Innen 1503–1559 Annenaltar von Hans Olmützer. Um 1900 glatt verputzt. LKD und LKG | 09282185 |
| Weitere Bilder                          | Annenschule und Einfriedung | Annengasse 4 (Karte)                                              | 1901/03 Neubau, Ursprungsbau 1723 bis 1730                                                                    | Mit Annenkapelle baulich verbunden, baugeschichtlich, ortsgeschichtlich und straßenbildprägend von Bedeutung. Ursprünglich als Waisenhaus gebaut, neugotischer Umbau als Schule 1856–1863. 1900 Abriss und Neubau. Von Annengasse, Demianiplatz, Am Museum und Steinstraße umfangen. Katholisch. | 09282184 |
|                                         | Straßen der Historischen Altstadt mit Bürgersteigen und Granitpflasterungen | Apothekergasse (Karte)                                            | 19. Jahrhundert                                                                                               | Stadtgeschichtlich und straßenbildprägend von Bedeutung | 09302847 |
|                                         | Wohnhaus in geschlossener Bebauung, mit Schwibbogen zum Rathausflügel | Apothekergasse 1 (Brüderstraße 6) (Karte)                         | 17. Jahrhundert                                                                                               | Als Eckhaus zwei Achsen zur Brüderstraße, als Nadlerhaus seit 1675 nachweisbar, baugeschichtlich und hausgeschichtlich von Bedeutung. Schwibbogen zum Rathausflügel bezeichnet mit 1658. | 09282111 |
| Direkt Bild zu diesem Denkmal hochladen | Wohnhaus in geschlossener Bebauung | Apothekergasse 2 (Karte)                                          | 17. Jahrhundert                                                                                               | Baugeschichtlich von Bedeutung, seit 1675 als Nadlerhaus nachweisbar. Umbauten im 19. Jahrhundert. | 09282112 |
|                                         | Wohnhaus in geschlossener Bebauung | Apothekergasse 3 (Karte)                                          | 18. Jahrhundert im Kern                                                                                       | Baugeschichtlich von Bedeutung | 09282113 |
|                                         | Wohnhaus in geschlossener Bebauung | Apothekergasse 4 (Karte)                                          | 17. Jahrhundert (Erdgeschossgewölbe); nach 1717 (Wohnhaus)                                                    | Barocke Fassade, 1700 und 1725 als Nadlerhaus nachweisbar, seit 1810 Haus des Buchhändlers und Herausgebers des „Görlitzer Anzeigers“ Traugott Ferdinand Schirach, baugeschichtlich und ortsgeschichtlich von Bedeutung | 09282114 |
|                                         | Wohnhaus in geschlossener Bebauung, Eckhaus | Apothekergasse 5 (Hauptanschrift: Langenstraße 1) (Karte)         | Nach 1525 | Renaissanceportal und gotisches Segmentbogenfenster, baugeschichtlich und hausgeschichtlich von Bedeutung | 09282456 |
|                                         | Archivflügel als Teil des Alten Rathauses (Untermarkt 6, 7, 8), mit Brunnenbecken in Wandnische und Gitter | Apothekergasse 7 (Karte)                                          | 1534 (Archiv); 1. Hälfte 16. Jahrhundert (Brunnen); um 1900 (Gitter)                                          | Bau als Archivflügel 1534. Von Wendel Roskopf errichtet, steinerne Bütte in Nische in der Wand mit Absperrgitter, Relikt der historischen Wasserversorgung, auf Plan 1794 als Rohrbütte verzeichnet, baugeschichtlich, baukünstlerisch und sozialgeschichtlich von Bedeutung. Zweigeschossige Hoffassade besteht aus Band von vier Fenstern über zweibogiger Arkade, Medaillons in je einem Bogenzwickel. Sogenannte Bütte als Zeugnis der Wasserversorgung der Bevölkerung im ausgehenden Mittelalter. Gitter der Büttennische feine schmiedeeiserne Arbeit. | 09302715 |
|                                         | Straßen der Historischen Altstadt mit Bürgersteigen und Granitpflasterungen | Bäckerstraße (Karte)                                              | 19. Jahrhundert                                                                                               | Stadtgeschichtlich und straßenbildprägend von Bedeutung | 09302847 |
|                                         | Wohnhaus vom Typus in geschlossener Bebauung | Bäckerstraße 3 (Karte)                                            | Um 1870 | Baugeschichtlich und städtebaulich von Bedeutung, originale Haustür und Fenster | 09282422 |
|                                         | Wohnhaus in geschlossener Bebauung, Eckhaus | Bäckerstraße 4 (Weberstraße 20) (Karte)                           | Nach 1852 | Baugeschichtlich und städtebaulich von Bedeutung. Im Erdgeschoss große Fenster mit Segmentbögen. Originale Fenster und Tür. Bau mit spätklassizistischer Prägung. | 09282259 |
|                                         | Wohnhaus mit Laden in geschlossener Bebauung, Eckhaus | Bäckerstraße 5 (Weberstraße 19) (Karte)                           | 1838/39 | Spätklassizistisch, mit Laden, baugeschichtlich und städtebaulich von Bedeutung. Abgeschrägte Ecke zur Weberstraße. | 09282257 |
| Weitere Bilder                          | Bäckerinnungshaus, nach links in geschlossener Bebauung und westliches Häuschen mit Wassertrog | Bäckerstraße 6 (Karte)                                            | 1838–1839 (Innungshaus); 1844 (Brunnenhaus)                                                                   | Klassizistischer Baukörper, über Mitteleingang Brüstung, daran vergoldetes Bäckeremblem, Bütte als Relikt der historischen Wasserversorgung, auf Plan 1794 hier ein Brunnen verzeichnet, baugeschichtlich und ortsgeschichtlich von Bedeutung. Für Nebengebäude im Hof liegt Abbruchgenehmigung vom 7. November 2001 vor, davon nur Reste erhalten. | 09282426 |
| Weitere Bilder                          | Peter- und Paulskirche | Bei der Peterskirche (Karte)                                      | 1230 (Westriegel und Turmunterbau); 1423–1496 (Schiff)                                                        | Spätgotische Hallenkirche auf dem einstigen Burgberg, baugeschichtlich, kunstgeschichtlich und ortsgeschichtlich von Bedeutung. Evangelische Peterskirche, ursprünglich St. Peter und Paul (Bei der Peterskirche), Hauptkirche. Mächtige spätgotische Hallenkirche in beherrschender Lage auf dem ehemaligen Burgberg über der Neiße gelegen. - Baugeschichte: Die im 1. Drittel des 13. Jahrhunderts errichtete, urkundlich erstmals 1298 genannte spätromanische Kirche war eine Basilika mit Westbau (dieser erhalten), kurzem dreischiffigem Langhaus und nur wenig ausladendem Querhaus. Der quadratische Chorraum schloss wohl mit einer polygonalen Apsis, wie sie an beiden Querhausarmen nachgewiesen ist. Eingreifende Bauänderungen im 14. Jahrhundert (Ablässe 1317 und 1372): Anlage eines neuen Chores mit geradem Abschluss (Teile der Ostmauer mit Spitzbogenfries in der Unterkirche erhalten), an der Chornordseite Anfügung einer Kapelle (?) unter Aufgabe der Nebenapsis (als tiefergelegener, verfüllter Raum erhalten). Erste Erwähnung einer Georgenkapelle 1378. Bestrebungen zur Errichtung eines Kollegiatstiftes 1394. Die heutige Hallenkirche wurde wohl im 1. Jahrzehnt des 15. Jahrhunderts begonnen (Stiftungen 1407 und 1414). Älteste Teile sind die Westjoche des äußeren Südschiffs einschließlich der südwestlichen, nach 1691 im Äußeren veränderten Vorhalle, demzufolge könnte der Bau (entgegen der bisherigen Forschung) von Anfang an fünfschiffig konzipiert gewesen sein. Grundsteinlegung zum Chor 1423, Bauleitung durch Hans Knobloch und Hans Baumgarten. Die damalige Erweiterung des Bauplatzes nach Osten erforderte umfangreiche Substruktionen zur Neiße hin und führte zur Anlage einer Unterkirche, der unter dem Chor gelegenen Georgenkapelle, 1457 geweiht, Einwölbung erst um 1461. Spätestens 1465 war die zweigeschossige Sakristei samt darüberliegender Sängerempore an der Südseite der Kirche fertiggestellt. Die Umfassungswände standen 1490 weitgehend, Einwölbung und Vollendung der Kirche durch Conrad Pflüger und die Parliere Blasius Börer und Urban Laubanisch 1490–97. Erste „Renovation“ 1590–96. Beim Stadtbrand von 1691 wurden der Dachstuhl der Kirche, die obersten Freigeschosse und die Turmhelme des Westbaus zerstört und die gesamte Einrichtung mit 36 Altären und einem 20 m hohen Sakramentshaus vernichtet. Das Dachwerk konnte bis 1712 erneuert werden. Die heutigen obersten Turmgeschosse und - helme des Westbaus wurden erst 1889–91 ausgeführt. Restaurierungen 1835 (Ausmalung des Inneren), 1948–61 (Fenstermaßwerk, Unterkirche), 1978–81 (Äußeres), 1981–92 (Innenraum in der Fassung von 1500, Ausstattung). - Grundriss: Fünfschiffige Hallenkirche. Die mittleren drei Schiffe mit sieben Jochen von unterschiedlicher Länge, deren drei östliche bilden den mit drei gestaffelten Apsiden schließenden Chor. Die äußeren zwei Schiffe verkürzt, unterschiedlich lang, enden im Westen des nördlichen Seitenschiffs in einer Kapelle seitlich des dadurch in die Anlage einbezogenen Westbaus. Am Südseitenschiff Kapellen zwischen den Strebepfeilern. - Äußeres: Der als einziger Teil der spätromanischen Kirche erhaltene Westbau zweigeschossig, aus verputztem Bruchsteinmauerwerk, mit zwei dreigeschossigen Turmoktogonen. Die Wandflächen durch Lisenen und leicht spitzbogige Friese aus Sandstein gegliedert, die rundbogigen Zwillingsfenster von Spitzbogenblenden gerahmt (davon klar abgesetzt). Die neugotischen Turmobergeschosse und -helme im Stil des 14. Jahrhunderts, aus Betonsteinen auf Sicht hergestellt. Der Westseite ist das prunkvolle Westportal aus Sandstein vorgesetzt, auf hohem Sockel, mit vierfach gestuftem Säulengewände, leicht gespitzten Archivolten mit reicher Ornamentierung und steilem Wimperg, 1595/96 von Jonas Rosskopf und Melchior Kuntze in Angleichung an die spätromanische Anlage erneuert – ein bemerkenswertes Beispiel für die Umsetzung romanischer Motive in Renaissanceformen. Das breit ausladende, durch Strebepfeiler gegliederte Langhaus aus verputztem Bruchsteinmauerwerk mit Sandsteinquadern. Das Satteldach über den drei mittleren Schiffen kupfergedeckt, im Ostteil ein barocker Dachreiter. Die beiden äußeren Schiffe mit ziegelgedeckten Pultdächern. Die spitzbogigen Fenster sind an der Nordseite sechsbahnig, mit Fischblasenmaßwerk, an der Südseite dreibahnig. Hier die in den östlichen Jochen gelegene Sakristei, erkennbar an der andersartigen, mehrgeschossigen Fenstergestaltung. Portalvorhallen an der Nord- und Südseite, die südwestliche als durchfensterte Eingangshalle mit achteckigem Turmstumpf und gegenläufigen Freitreppen gestaltet, die beiden anderen in Zwillingsarkaden auf kräftigen Mittelsäulen geöffnet, bezeichnet mit 1543 und 1553, die Gewölbe mit kurvierten Rippen. Der über dem Steilhang zur Neiße gelegene Chor aus Sandsteinquadern zeigt hohe spitzbogige Fenster zwischen Strebepfeilern. Die Unterkirche bildet gleichsam das Sockelgeschoss des Chores, ihre Fenster sind denen des Chores untergeordnet mit verschieden gestaltetem, nach Zeichnungen von 1624 in den Jahren 1951–54 rekonstruiertem Maßwerk. Zwei an der Nord- und Südseite einander gegenüberliegende Zugänge, der nördliche vermauert. - Inneres: Durch Größe und Raumwirkung eine der bedeutendsten mittelalterlichen Kirchen im östlichen Deutschland (72 m Länge, 39 m Breite, 24 m Höhe). Der Boden der Halle von West nach Ost leicht ansteigend. Schlanke Gliederpfeiler tragen das ohne Kapitelle ansetzende Netzgewölbe, an den Rippenkreuzungen in der Hauptapsis farbige Manschetten. Die gefassten Schlusssteine des Mittelschiffs mit Reliefs (Leben Jesu, Pfingsten, Gnadenstuhl), der als „Himmelsloch“ verstandene Ringstein von gemalten Engeln umgeben. Teil des im 14. Jahrhundert erfolgten Umbaus (möglicherweise die ursprünglich nördliche Außenmauer) ist die Arkadenwand zwischen innerem und äußerem Nordseitenschiff, im Unterteil später in zwei spitzbogigen Arkaden geöffnet, die ehemaligen Fenster darüber zu Blendnischen vermauert. Die äußeren Schiffe niedriger als die drei inneren, durch glatte Schildbogenwände abgesetzt, das nördliche Außenschiff mit flachen dreiseitigen Wandvorlagen. Im Westteil der äußeren Seitenschiffe die Gewölbeansätze mit Konsolköpfen. Die Kapellen am Südseitenschiff mit Emporen. Das Innere der südwestlichen Vorhalle eine phantasievolle Verbindung von rechteckigem Raum mit eingestelltem dreiseitigem Baldachin, bedeutsam als Werk der Parler-Nachfolge. Seitlich des Portals Figurennischen über breiten Standflächen, mit Hängefries und Konsolköpfen (die zugehörigen Schnitzfiguren der Titelheiligen Petrus und Paulus, um 1410, seit 1945 in Warschau). - Ausstattung: Mächtiger architektonischer Altaraufbau aus Sandstein und unpoliertem Stuckmarmor von George Heermann aus Dresden, auf der Rückseite bezeichnet mit 1695. Hohes Sockelgeschoss mit seitlichen Durchgängen, darüber das kurviert geführte Hauptgeschoss mit Säulen und Pfeilern, hoher Auszug mit Sprenggiebel. Reicher Figurenbesatz: Auf den seitlichen Voluten des Sockels Engelfiguren, bezogen auf die im Hauptgeschoss dargestellten Leidenswerkzeuge Christi, über dem Hauptgesims die Evangelisten, über dem Auszug die christlichen Tugenden. Hauptbild Christi Himmelfahrt, von einem namentlich nicht bekannten Maler, in Anlehnung an Raffaels Transfiguration, in der Predella Grablegung. Das eiserne Altargitter bezeichnet mit 1698. – Prächtige, von einem Engel getragene Sandsteinkanzel in Weiß und Gold, datiert 1693, mit reicher vegetabiler Ornamentik, am Korb die Evangelisten, auf dem hölzernen Schalldeckel Apostel und Propheten. – Auf der 1927 erweiterten Orgelempore die sogenannte „Sonnenorgel“ vom kaiserlichen Orgelbauer Eugenio Casparini, datiert 1703, erhalten der prachtvolle Prospekt mit Zimbelsternmotiv von Johann Conrad Buchau aus Görlitz. Unter der Empore Ratsgestühl, um 1695, darüber das von Abundantia und Justitia flankierte Ratswappen aus Holz. Am Ostende der Seitenschiffe drei prunkvoll geschnitzte barocke Beichtstühle, jeder mit Exempla für Reue und Buße: der im äußeren Nordschiff von Caspar Gottlob von Rodewitz, datiert 1717, mit den Figuren von Petrus und Magdalena, über dem Baldachin Gottvater, seitlich zwei Putten. Der Beichtstuhl hinterfangen von einem gemalten Vorhang. Am Beichtstuhl der nördlichen Nebenapsis, bezeichnet 1694, die Könige David und Manasse, an dem zeitgleichen der südlichen Nebenapsis der bußfertige Zöllner und der verlorene Sohn. – Zahlreiche Barockepitaphien: Das prächtigste im Nordschiff zum Gedenken an den Stadtschreiber Christian Moller von Mollerstein († 1714) aus Alabaster, Marmor und Sandstein, der Entwurf vermutlich von Caspar Gottlob von Rodewitz, Ausführung wohl von Johann Matthäus Oberschall. Ebendort weitere Epitaphien: für den Stadtschreiber Gottfried Gerlach († 1737), datiert 1741, und, in außergewöhnlich reicher Rahmung, für den Freiherrn Rudolph Ferdinand Silwer von Silwerstein. An den Altarpfeilern Gedächtnismale für Pastor prim. Christoph Seifert († 1702), Hauptpfarrer zur Zeit des Wiederaufbaus nach dem Brand von 1691, mit Engeln und Laubwerk verziert, und für Christiane Luisa von Gersdorf († 1779), datiert 1783. – Pastorenbildnisse vom 16.–19. Jahrhundert an der Sakristeiwand. – Die Taufkapelle (Westjoch des äußeren Nordschiffs) abgegrenzt durch ein von Hans Mantler geschaffenes Kunstschmiedegitter, bezeichnet mit 1617, an der Westwand Reste einer barocken Ausmalung, Engel mit Spruchbändern. Mehrere Grabsteine vom Nikolaifriedhof wurden 1960 an der nördlichen Innenwand und im Turmuntergeschoss aufgestellt. Ein Glasgemälde an der Nordseite, datiert 1893, zeigt den Zwölfjährigen Jesus im Tempel. (Die Bronzetaufe, Anfang 14. Jahrhundert, heute im Nationalmuseum Warschau, eine spätgotische Marienfigur vermutlich ebenfalls in Polen.) - Georgenkapelle: Hallenartige Unterkirche. Die drei Apsiden an der Ostseite, zwischen denen die zu Chor und Dachraum führenden Spindeltreppen eingefügt sind, entsprechen dem Chorschluss der darüberliegenden Halle. Durch Einstellung von fünf schlanken Achteckpfeilern in der Mittelachse vierschiffig unterteilt, die inneren beiden Schiffe mit Springgewölbe, die äußeren mit Netzgewölbe über zackenbogigen Rippenanfängern. Zwischen dem Mittelschiff und den Seitenschiffen starke oktogonale Pfeiler, im Wechsel mit dreigliedrigen Pfeilern, von Jonas Roskopf überarbeitet, der südöstliche bezeichnet mit „I R 1590“. In die Westwand der Unterbau vom Ostschluss des Vorgängerbaues einbezogen (Spitzbogenfries), an dieser Wand Reste einer Wandmalerei, Salvator und Apostel, um 1500 (1948 freigelegt). Am Mittelpfeiler vor der Hauptapsis Kämpferkapitell mit einem „Reigen“ kleiner vollplastischer Figuren. | 09282448 |
|                                         | Straßen der Historischen Altstadt mit Bürgersteigen und Granitpflasterungen | Bei der Peterskirche (Karte)                                      | 19. Jahrhundert                                                                                               | Stadtgeschichtlich und straßenbildprägend von Bedeutung | 09302847 |
| Weitere Bilder                          | Wohnhaus in geschlossener Bebauung, Eckhaus zur Krebsgasse, dazu Nebengebäude und Pferdestall | Bei der Peterskirche 1 (Krebsgasse 8) (Karte)                     | 16. Jahrhundert (Wohnhaus); 1854 (Pferdestall)                                                                | Letztere Gebäude an der Krebsgasse (ohne Nummer), hier ganz links bis zur Kirchgasse gewölbter Pferdestall von 1854, baugeschichtlich und hausgeschichtlich von Bedeutung. Erdgeschoss Barockportal in Sandstein mit Segmentbogen. Im Zwickel zu Bei der Peterskirche 3 steht eine neue Bütte, ist Flurstück 310, also ein eigenes Flurstück. | 09282449 |
| Weitere Bilder                          | Wohnhaus, nach rechts geschlossene Bebauung | Bei der Peterskirche 3 (Karte)                                    | Nach 1525 | Die links angrenzende Nummer 2 alter Verlust, baugeschichtlich von Bedeutung | 09282450 |
| Weitere Bilder                          | Wohnhaus in geschlossener Bebauung | Bei der Peterskirche 4 (Karte)                                    | 2. Viertel 18. Jahrhundert                                                                                    | Baugeschichtlich von Bedeutung | 09282451 |
| Weitere Bilder                          | Wohnhaus in geschlossener Bebauung, Eckhaus zur Kirchgasse | Bei der Peterskirche 5 (Karte)                                    | 2. Viertel 18. Jahrhundert                                                                                    | Kern älter, baugeschichtlich von Bedeutung | 09282452 |
| Weitere Bilder                          | Speichergebäude, zunächst Bestandteil des Vogtshofs, Schule, nach 1529 Stapelhaus für Waid (Renthaus; Waidhaus) | Bei der Peterskirche 8 (Karte)                                    | 2. Hälfte 15. Jahrhundert                                                                                     | Zunächst Bestandteil des Vogtshofs, Schule, nach 1529 Stapelhaus für Waid ältester Profanbau der Stadt, baugeschichtlich und kunstgeschichtlich von Bedeutung Aus Unser Görlitz, Internetportal: „Seit der 1. Hälfte des 12. Jahrhunderts in den Stadtbüchern als ‚freier Hof‘ erwähnt, gehörte zur Burg des Landesherren, dem Vogtshof. Bis 1426 besaß das Gebäude den alten Ratsrechnungen nach noch einen geräumigen Turm (Eberhards Turm). 1447–1530 Schule. 1479 abgebrannt, anlässlich dessen Inschrift am Giebel: ‚Nil actum creades, cum quid restabit agendum 1479‘. Nach 1529 Stapelhaus für das Tuchfärbemittel Waid, zu diesem Zwecke umgebaut und erhöht. 1908 kamen bei Baumaßnahmen im Waidhaus 50 Steinmetzzeichen zum Vorschein, die auf das 15. Jahrhundert, das Jahrhundert des Baus der Kirche, datiert wurden. Die Giebel wurden 1936 entsprechend einem alten Holzschnitt aus dem Jahr 1565 errichtet und die Zwerchhäuser auf der gleichen Grundlage und nach den erhobenen Befunden während der Sanierung 1993/94 rekonstruiert.“ | 09282454 |
| Weitere Bilder                          | Pfarrhaus | Bei der Peterskirche 9 (Karte)                                    | Um 1550 | Kopfbau der östlichen Bebauung des Hainwalds, nach der Reformation hier meist die Wohnungen der nunmehr evangelischen Pastoren mit ihren Familien, deshalb Primariat genannt, baugeschichtlich und ortsgeschichtlich von Bedeutung | 09282455 |
|                                         | Wohnhaus in geschlossener Bebauung, Eckhaus | Bei der Peterskirche 11, 12 (Karte)                               | Um 1880 | Ursprünglich Hinterhaus von Peterstraße 8, baugeschichtlich von Bedeutung | 08992224 |
|                                         | Straßen der Historischen Altstadt mit Bürgersteigen und Granitpflasterungen | Breite Straße (Karte)                                             | 19. Jahrhundert                                                                                               | Stadtgeschichtlich und straßenbildprägend von Bedeutung | 09302847 |
|                                         | Mietshaus in geschlossener Bebauung, Eckhaus mit originalem Eckladen | Breite Straße 1 (Obermarkt 20) (Karte)                            | 1860er Jahre                                                                                                  | Eingang an der Breiten Straße im niedrigeren Teil, baugeschichtlich und städtebaulich von Bedeutung | 09282529 |
|                                         | Wohnhaus in geschlossener Bebauung, mit Laden des späten 19. Jahrhunderts | Breite Straße 2 (Karte)                                           | Nach 1717 | Baugeschichtlich von Bedeutung | 09282531 |
|                                         | Mietshaus in geschlossener Bebauung, mit Laden mit originaler Front | Breite Straße 3 (Karte)                                           | Bezeichnet mit 1891                                                                                           | Klinker, baugeschichtlich und städtebaulich von Bedeutung. Fällt in Höhe und Gestaltung aus dem Straßenzug heraus. | 09282532 |
|                                         | Wohnhaus in geschlossener Bebauung, mit Laden | Breite Straße 4 (Karte)                                           | 2. Viertel 19. Jahrhundert                                                                                    | Baugeschichtlich von Bedeutung. Im Kern sicher älter. Hohe schmale Fenster, herrschaftliches Format. | 09282533 |
|                                         | Wohnhaus in geschlossener Bebauung | Breite Straße 5 (Karte)                                           | Bezeichnet mit 1735                                                                                           | Gebäude besteht aus einem linken dreiachsigen Haus mit überhöhter Mittelachse und einem zweiachsigen Haus, baugeschichtlich von Bedeutung. Hochgezogene Mittelachse mit Dreiecksgiebel. Fassadenstuck. Asymmetrische Portallage und originale Haustür. | 09282534 |
|                                         | Wohnhaus in geschlossener Bebauung | Breite Straße 6 (Karte)                                           | 1. Hälfte 19. Jahrhundert                                                                                     | Baugeschichtlich und städtebaulich von Bedeutung | 09285417 |
| Weitere Bilder                          | Städtische Schule | Breite Straße 7 (Hauptanschrift: Langenstraße 23) (Karte)         | 1846 | Stattlicher klassizistischer Bau, umschließt mit drei Flügeln einen kleinen Hof, baugeschichtlich und ortsgeschichtlich von Bedeutung. Großer Baukörper, klassizistische Formen mit einigen neugotischen Elementen. Originale Fenster späteres 19. Jahrhundert. | 09282477 |
| Direkt Bild zu diesem Denkmal hochladen | Mietshaus in geschlossener Bebauung, Eckhaus | Breite Straße 8 (Hauptanschrift: Langenstraße 30) (Karte)         | Um 1905 | Baugeschichtlich und städtebaulich von Bedeutung, Jugendstil-Dekor | 09282484 |
| Direkt Bild zu diesem Denkmal hochladen | Mietshaus in geschlossener Bebauung | Breite Straße 9 (Karte)                                           | Um 1900 | Baugeschichtlich und städtebaulich von Bedeutung | 09301646 |
|                                         | Wohnhaus in geschlossener Bebauung | Breite Straße 10 (Karte)                                          | Kern 18. Jahrhundert                                                                                          | Baugeschichtlich und städtebaulich von Bedeutung | 09282326 |
|                                         | Mietshaus in geschlossener Bebauung, mit Läden mit originaler Front | Breite Straße 11 (Karte)                                          | 3. Viertel 19. Jahrhundert                                                                                    | Aufwändig gegliederte Putzfassade, baugeschichtlich und städtebaulich von Bedeutung. Rustikaquaderungen. Putzornamentik in den Obergeschossen. | 09282537 |
|                                         | Wohnhaus in geschlossener Bebauung | Breite Straße 12 (Karte)                                          | 16. Jahrhundert (Kern)                                                                                        | Baugeschichtlich und städtebaulich von Bedeutung. Kern 16. Jahrhundert, im 19. Jahrhundert aufgestockt. Originale Haustür. | 09285418 |
|                                         | Mietshaus in geschlossener Bebauung, Eckhaus | Breite Straße 13a (Hugo-Keller-Straße 12) (Karte)                 | Um 1850 | Baugeschichtlich von Bedeutung. Abgeschrägte Ecke. Gurtgesims. Originale Fenster. Schöne rundbogige Treppenhausfenster. Originale Innenausstattung. | 09282538 |
|                                         | Mietshaus in geschlossener Bebauung, Eckhaus | Breite Straße 13b (Hugo-Keller-Straße 11) (Karte)                 | Um 1870 | Baugeschichtlich und straßenbildprägend von Bedeutung. Abgeschrägte und hochgezogene Ecke. Putznutungen. | 09282540 |
|                                         | Wohnhaus in geschlossener Bebauung | Breite Straße 14 (Karte)                                          | Um 1830 | Baugeschichtlich von Bedeutung. Rustikalgliederung. Putznutungen. Abbruchgenehmigung 2008. | 09282542 |
|                                         | Zwei Wohnhäuser in geschlossener Bebauung | Breite Straße 16, 17 (Karte)                                      | Bezeichnet mit 1720                                                                                           | Baugeschichtlich von Bedeutung | 09282487 |
|                                         | Wohnhaus mit Laden in geschlossener Bebauung, Eckhaus | Breite Straße 18 (Hauptanschrift: Langenstraße 31) (Karte)        | Bezeichnet mit 1720                                                                                           | Barockhaus, baugeschichtlich von Bedeutung. Die mittleren beiden Achsen der Fassade sind hochgezogen und mit einem Dreiecksgiebel bekrönt. Ladeneinbau nach 1850. Innen noch schöne barocke Stuckdecken. In der Halle Kreuzgratgewölbe. Haustür 1. Hälfte 19. Jahrhundert. | 09282486 |
|                                         | Wohnhaus in geschlossener Bebauung | Breite Straße 20 (Karte)                                          | Nach 1717 | Baugeschichtlich von Bedeutung | 09282545 |
|                                         | Wohnhaus in geschlossener Bebauung | Breite Straße 21 (Karte)                                          | Um 1880 | Baugeschichtlich von Bedeutung. Fassade geglättet, Putzritzungen um Fenster. | 09285611 |
|                                         | Wohnhaus in geschlossener Bebauung | Breite Straße 22 (Karte)                                          | Nach 1717 | Baugeschichtlich von Bedeutung | 09282546 |
|                                         | Wohnhaus in geschlossener Bebauung | Breite Straße 23 (Karte)                                          | 1. Viertel 19. Jahrhundert                                                                                    | Baugeschichtlich von Bedeutung. Erdgeschoss gestört Putznutungen. | 09282547 |
|                                         | Wohnhaus in geschlossener Bebauung | Breite Straße 24 (Karte)                                          | 1. Hälfte 18. Jahrhundert                                                                                     | Baugeschichtlich von Bedeutung | 09282548 |
|                                         | Wohnhaus in geschlossener Bebauung, mit Laden | Breite Straße 25 (Karte)                                          | Um 1717 | Baugeschichtlich von Bedeutung | 09282549 |
|                                         | Wohnhaus mit Laden in geschlossener Bebauung, Eckhaus | Breite Straße 26 (Hauptanschrift: Obermarkt 21) (Karte)           | Nach 1717 | Baugeschichtlich und städtebaulich von Bedeutung. Laden keine originale Front. Front zum Obermarkt mit nur 2 Obergeschossen, einziges Beispiel der einstigen Traufhöhe am Obermarkt. | 09282354 |
|                                         | Straßen der Historischen Altstadt mit Bürgersteigen und Granitpflasterungen | Brüderstraße (Karte)                                              | 19. Jahrhundert                                                                                               | Stadtgeschichtlich und straßenbildprägend von Bedeutung | 09302847 |
|                                         | Wohnhaus in geschlossener Bebauung, mit Läden mit originalen Fronten, Eckhaus | Brüderstraße 1 (Plattnerstraße 9) (Karte)                         | 16. Jahrhundert                                                                                               | Im Kern Renaissance und Barock, Schwibbogen zu Obermarkt 33, baugeschichtlich und städtebaulich von Bedeutung | 09282136 |
| Weitere Bilder                          | Wohnhaus in geschlossener Bebauung | Brüderstraße 2 (Karte)                                            | Renaissancekern; Ende 18. Jahrhundert (Fassade)                                                               | Spätbarocke Fassade, baugeschichtlich und städtebaulich von Bedeutung. Im Kern Renaissance, spätbarocke Fassade mit Putzspiegeln. | 09302517 |
| Weitere Bilder                          | Wohnhaus in geschlossener Bebauung | Brüderstraße 3 (Karte)                                            | 16. Jahrhundert                                                                                               | Barocke dreiteilige Fassade und Barockportal mit Schlussstein, baugeschichtlich und baukünstlerisch von Bedeutung. Inschrift über Eingang und Wappen von Dr. Julius Ernst Scholz von Schollenstern. Brauhof 1504 aus zwei Häusern vereinigt, 1665 Traufdach. Barocker Umbau mit dreiteiliger Fassade (je drei Achsen). Schlussstein von 1717. 3. Obergeschoss Mitte 19. Jahrhundert aufgesetzt. | 09282138 |
| Weitere Bilder                          | Wohnhaus in geschlossener Bebauung und zwei Hinterhäuser | Brüderstraße 4 (Karte)                                            | Um 1450 | Renaissancefassade, baugeschichtlich und hausgeschichtlich von Bedeutung. Brauhof, 3. Obergeschoss 1923 aufgesetzt, zu dieser Zeit auch Ladeneinbau. Säulen an Hoffront im 1. Obergeschoss wie bei Brüderstraße 10, Vorderhaus mit originalen Ladenfronten aus dem früheren 20. Jahrhundert. Hinterhäuser wohl zu Beginn des 19. Jahrhunderts überformt, darunter ältere Putzlagen und am westlichen Baukörper zum Nachbarhof ein zugesetztes Portal mit Rundbogen, möglicherweise wie umgebendes Mauerwerk noch romanisch. | 09282139 |
| Weitere Bilder                          | Wohnhaus in geschlossener Bebauung, mit originalem Laden | Brüderstraße 5 (Karte)                                            | Nach 1525 | Mit originalem Laden, baugeschichtlich und hausgeschichtlich von Bedeutung. Mittelalterlicher Kern. Viergeschossiges schmales Gebäude. Barockfassade. 1858 Umbau. Im Inneren Stuck. | 09282140 |
| Weitere Bilder                          | Wohnhaus in geschlossener Bebauung, mit Schwibbogen zum Rathausflügel | Brüderstraße 6 (Hauptanschrift: Apothekergasse 1) (Karte)         | 17. Jahrhundert                                                                                               | Als Eckhaus zwei Achsen zur Brüderstraße, als Nadlerhaus seit 1675 nachweisbar, baugeschichtlich und hausgeschichtlich von Bedeutung. Schwibbogen zum Rathausflügel bezeichnet mit 1658. | 09282111 |
| Weitere Bilder                          | Schönhof; Wohnhaus in geschlossener Bebauung und alle Nebengebäude | Brüderstraße 8 (Karte)                                            | Bezeichnet mit 1526 (Wohnhaus); 1. Drittel 19. Jahrhundert (Nebengebäude)                                     | Aufbau durch Wendel Roskopf nach Brand 1525 unter Verwendung von drei alten Hauseinheiten, ging bis Fischmarkt 5 durch, das älteste mit Jahreszahl versehene bürgerliche Renaissancehaus Deutschlands, baugeschichtlich und kunstgeschichtlich von Bedeutung. Einer der bedeutendsten Frührenaissancebauten Deutschlands. Städtebaulich bedeutsame Lösung gegenüber Rathausturm mit Prachttreppe. Eckerker nach Nordwesten als Blickpunkt für Brüderstraße. Portal mit Jahreszahl 1617, obersächsische Bautradition. Gebäude mit großer Grundstückstiefe und zwei hintereinanderliegenden Satteldächern (Grabendach?) . | 09282142 |
| Weitere Bilder                          | Wohnhaus in geschlossener Bebauung | Brüderstraße 9 (Karte)                                            | Spätgotik und Renaissance                                                                                     | Spätgotische Zentralhalle um 1480, Renaissance-Sitznischenportal, zwei Stuckdecken um 1700, baugeschichtlich und kunstgeschichtlich von Bedeutung. Zwei Traufdächer mit Graben dazwischen. | 09282143 |
| Weitere Bilder                          | Wohnhaus in geschlossener Bebauung | Brüderstraße 10 (Karte)                                           | Nach Brand 1520 als Renaissancehaus wieder aufgebaut                                                          | Mit Laden, Renaissanceportal aus dem eingestürzten Haus Peterstraße 11, im Obergeschoss die „antike Säule“ von 1570 mit Wappen der Familie Moller von Mollstain, baugeschichtlich und kunstgeschichtlich von Bedeutung. Renaissanceportal um 1530. Zwischen zwei Fenstern im ersten Obergeschoss eine mit Blättern, Frauenköpfen, Engeln und ionischen Kapitellen verzierte Säule. Oben schön gezeichnete Konsole mit Wappen der Möller von Möllstain. Barockes Mansarddach. Im Keller (unterste Kellerebene heute zugeschüttet) einst eine Aizucht (Eine Anzucht, auch Abzucht ist ein künstlich geschaffener unterirdischer Hohlraum, der der Wasserableitung dient). | 09282144 |
| Weitere Bilder                          | Wohnhaus in geschlossener Bebauung | Brüderstraße 11 (Karte)                                           | Bezeichnet mit 1547                                                                                           | Mit Laden, Hallenhaus mit Renaissanceportal, Baumeister Wendel Roskopf, baugeschichtlich und baukünstlerisch von Bedeutung. Vorgängerbau schon 1415 errichtet. Jetziges Gebäude bedeutender Renaissancebau, Giebel im 18. Jahrhundert beseitigt, dafür Mansarddach. Renaissanceportal. Zwickelfelder des Portals mit Inschrifttafeln mit Monogrammen H.S. und W.R., bei ersterem Hausmarke, bei anderem Jahreszahl 1547 (H.S.: Hans Schmidt, W.R.: Wendel Roskopf). Einziger signierter Bau dieses Renaissancebaumeisters Hans Schmied (1522–1602). Familie seit 1575 adlig. Zentralhalle und Renaissancehalle im Innern erhalten. | 09282145 |
| Weitere Bilder                          | Wohnhaus in geschlossener Bebauung, Eckhaus mit Vorderfront zur Brüderstraße, mit Verbindungsgang zur Brüderstraße 13 und drei Schwibbögen zur Schwarzen Gasse 3, 4 | Brüderstraße 12 (Hauptanschrift: Schwarze Straße 5) (Karte)       | Um 1730, Kern älter (Wohnhaus); 1730 (Verbindungsgang)                                                        | Qualitätvolle Barockfassade, baugeschichtlich und straßenbildprägend von Bedeutung. Spätmittelalterlicher Vorgängerbau. Ehemaliger Brauhof, mit Brüderstraße13 (ebenfalls Brauhof) seit 1730 durch einen steinernen Überbau über der Schwarzen Straße verbunden. Erdgeschoss mit Laden. Mansarddach und Dachausbauten 2. Hälfte 19. Jahrhundert Bogendurchgang zur Brüderstraße 11. Im Inneren Stuckdecken. | 09282330 |
|                                         | Wohnhaus in geschlossener Bebauung (Schwarze Straße 4) | Brüderstraße 13 (Karte)                                           | 16. Jahrhundert im Kern                                                                                       | Spätmittelalterlicher Kern, Fassade barock, Durchgang zur Schwarzen Straße verläuft im Bau, baugeschichtlich von Bedeutung. Ehemaliger Brauhof (Gebäude steht seit etwa 1400). Im Erdgeschoss Segmentbogen, in Durchfahrt Kreuzgratgewölbe. Laden 2. Hälfte 19. Jahrhundert. 1620 Fassadenerneuerung. - 25. November 1999: Zustimmung zu Rückbau der Hofanbauten erteilt. | 09282147 |
|                                         | Wohnhaus in geschlossener Bebauung, mit Laden | Brüderstraße 14 (Karte)                                           | Um 1730 | Einst bis zu Fischmarktstraße 2 durchgehender Brauhof, baugeschichtlich und hausgeschichtlich von Bedeutung. Barockbau. Gebäude steht seit etwa 1430. Laden mit Segmentbogen über Schaufenster 20. Jahrhundert. | 09282148 |
|                                         | Wohnhaus in geschlossener Bebauung, mit Laden | Brüderstraße 15 (Karte)                                           | Kernbau 18. Jahrhundert                                                                                       | Laden mit Front um 1900, baugeschichtlich von Bedeutung. Früher das Höfchen genannt, Brauhof bis etwa 1670 (Gebäude steht seit etwa 1415). 1875 Umbau des älteren Hauses, Fassade des 19. Jahrhunderts über Kernbau des 18. Jahrhunderts. | 09282149 |
| Weitere Bilder                          | Wohnhaus in geschlossener Bebauung, mit Laden | Brüderstraße 16 (Karte)                                           | Bezeichnet mit 1566                                                                                           | Renaissancebau mit Sitznischenportal, baugeschichtlich und baukünstlerisch von Bedeutung. Traufstellung zur Straße. Kleines Görlitzer Hallenhaus mit wenig Hofraum. Inschrift am Portal mit Jahreszahl 1566. | 09282150 |
| Weitere Bilder                          | Wohnhaus in geschlossener Bebauung, mit Laden | Brüderstraße 17 (Karte)                                           | Um 1650 | Mit Laden, im nach der Dachdrehung erhaltenen Renaissance-Giebel aus dem 17. Jahrhundert offenbart sich das alte Giebelhaus, baugeschichtlich von Bedeutung | 09282151 |
| Weitere Bilder                          | Schwibbogenhaus; Wohnhaus in geschlossener Bebauung, Eckhaus, dazu Gebäude mit Durchgangsbogen und Wohnhaus zum Klosterplatz | Brüderstraße 18 (Hauptanschrift: Obermarkt 34) (Karte)            | 1. Hälfte 16. Jahrhundert (Wohnhaus); um 1880 (Wohnhaus); im Kern älter (Verbindungsgang)                     | Baugeschichtlich und straßenbildprägend von Bedeutung. Wohnhaus Obermarkt: Ursprung möglicherweise mittelalterlich, Teile 1. Hälfte 16. Jahrhundert. Großer Baukörper mit spätgotischem Spitzbogendurchgang zum Klosterplatz, als Spitztonne gewölbt. Giebelseite zur Brüderstraße mit Inschrift 1819, betrifft Innenumbau unter Beibehaltung der Umfassungsmauern. 1819 Renaissancegiebel beseitigt und Haupthaus umgebaut. Erdgeschoss zwei Läden. Gebäude mit Durchgangsbogen und darüberliegenden Wohnetagen von 1533. Wohnhaus zum Klosterplatz. | 09282318 |
|                                         | Straßen der Historischen Altstadt mit Bürgersteigen und Granitpflasterungen | Büttnerstraße (Karte)                                             | 19. Jahrhundert                                                                                               | Stadtgeschichtlich und straßenbildprägend von Bedeutung | 09302847 |
|                                         | Wohnhaus in geschlossener Bebauung, Eckhaus | Büttnerstraße 1 (Karte)                                           | Nach 1717 | Eckhaus zur Langenstraße, in der Brandmauer zur Langenstraße 43 ist ein sehr weiter und hoher Spitzbogen verbaut, bei dem es sich sicher um ein Stadttor der einstigen Stadt um den Untermarkt handelt, baugeschichtlich von Bedeutung, durch das Tor stadtbaugeschichtlich singulär. Renaissancebau, Fassade zur Langenstraße barock verändert. Waren ursprünglich zwei Häuser mit Giebel zur Langenstraße. Ehemals Bierhof. Portal mit Korbbogen. Hauptfront zur Langenstraße. | 09282118 |
|                                         | Wohnhaus in geschlossener Bebauung | Büttnerstraße 2 (Karte)                                           | Nach 1717 | Baugeschichtlich von Bedeutung. Ursprünglicher Bau nach 1717. Mit Hechtgauben und Gurtgesimsen | 09282119 |
|                                         | Wohnhaus in geschlossener Bebauung | Büttnerstraße 3 (Karte)                                           | Nach 1717 | Baugeschichtlich von Bedeutung. Schöner kreuzgewölbter Ergeschossflur. | 09282120 |
|                                         | Wohnhaus in geschlossener Bebauung | Büttnerstraße 4 (Karte)                                           | Nach 1717 | Baugeschichtlich von Bedeutung. Gewölbter Erdgeschossflur, Biedermeierhaustür. | 09282121 |
|                                         | Wohnhaus in geschlossener Bebauung | Büttnerstraße 5 (Karte)                                           | Nach 1717 | Baugeschichtlich von Bedeutung | 09282122 |
|                                         | Wohnhaus in geschlossener Bebauung | Büttnerstraße 6 (Karte)                                           | Nach 1717 | Baugeschichtlich von Bedeutung, mit originaler Haustür | 09282123 |
|                                         | Wohnhaus in geschlossener Bebauung | Büttnerstraße 7 (Karte)                                           | Nach 1717 | Baugeschichtlich von Bedeutung. Schöner kreuzgewölbter Hausflur zum Garten. Originale Haustür. | 09282124 |
| Weitere Bilder                          | Wohnhaus in geschlossener Bebauung | Büttnerstraße 8 (Karte)                                           | Nach 1717 | Kreuzgratgewölbe in der Eingangshalle über drei Joche und bemalte Holzbalkendecke im 1. Obergeschoss, baugeschichtlich und kunstgeschichtlich von Bedeutung | 09282125 |
|                                         | Wohnhaus in geschlossener Bebauung | Büttnerstraße 9 (Karte)                                           | Nach 1717 | Baugeschichtlich von Bedeutung. Mansarddach 18. Jahrhundert | 09282126 |
|                                         | Wohnhaus in geschlossener Bebauung | Büttnerstraße 10 (Karte)                                          | Bezeichnet mit 1726                                                                                           | Inschrift „C.B.D.1776“, rundbogiges Portal, Mansarddach, baugeschichtlich von Bedeutung | 09282127 |
|                                         | Wohnhaus in geschlossener Bebauung | Büttnerstraße 11 (Karte)                                          | Nach 1717 | Baugeschichtlich von Bedeutung | 09282128 |
|                                         | Wohnhaus in geschlossener Bebauung | Büttnerstraße 12 (Karte)                                          | Um 1850 | Baugeschichtlich von Bedeutung. Vorgängerbau nach 1717. Für Handwerkerstraße recht großes Haus. Stuckzier in Bändern. Biedermeierlich reizvoller Umbau Mitte 19. Jahrhundert. | 09282129 |
| Weitere Bilder                          | Wohnhaus in geschlossener Bebauung | Büttnerstraße 13 (Karte)                                          | Nach 1717 | Baugeschichtlich von Bedeutung | 09282130 |
|                                         | Wohnhaus in geschlossener Bebauung | Büttnerstraße 14 (Karte)                                          | Nach 1717 | Baugeschichtlich von Bedeutung. Dachausbauten des 20. Jahrhunderts. Bau am Schlussstein bezeichnet. | 09282131 |
|                                         | Wohnhaus in geschlossener Bebauung | Büttnerstraße 15 (Karte)                                          | Nach 1717 | Baugeschichtlich von Bedeutung | 09282132 |
|                                         | Wohnhaus in geschlossener Bebauung | Büttnerstraße 16 (Karte)                                          | Nach 1717 | Baugeschichtlich von Bedeutung | 09282133 |
| Weitere Bilder                          | Stadtplatz mit Treppenanlage und Stützmauern mit aufgesetzter Balustrade, Mauer zwischen Kaisertrutz und Theater, Laternen, Grünanlage mit ihren Wegen, Aufteilungen und Gehölzbestand, Zufahrt und Wendekreis am Theater sowie die den Platz umgebende Bürgersteige und Straßen mit ihren Befestigungen, das Denkmal Gottlob Ludwig Demianis, das Toilettenhäuschen weit unterhalb des Theaters und das Straßenbahnhäuschen im südöstlichen Zipfel | Demianiplatz (Karte)                                              | 1850 (Beginn der Platzgestaltung); 1852 (Freitreppe); 1862 (Demiani-Denkmal); 1920er Jahre (Bedürfnisanstalt) | Platz hieß bis 1846 Rademarkt Neubebauung nach 1840, künstlerisch, städtebaulich und stadtbaugeschichtlich von Bedeutung. Stadtplatz mit Treppenanlage und beidseitig anschließenden Stützmauern mit aufgesetzter Balustrade, der flachen Mauer zwischen Kaisertrutz und Theater aus zyklopisch verlegtem Bruchsteinmauerwerk, Laternen, der in verschiedenen Granitsteinen ausgeführten Umfahrt vor dem Eingang des Theaters und den umlaufenden Straßen und Flächen in Granit und Basalt von der Landeskrone. Die Grünanlage in ihren Wegen, Aufteilungen (dabei Zufahrt zum Theater mit Wendeschleife sowie die den Platz umgebenden Bürgersteige und Straßen mit ihren Befestigungen) und Gehölzbestand, das Denkmal Gottlob Ludwig Demianis (Bronze mit Sandsteinpostament) von Johannes Schilling (stand zuerst auf dem Marienplatz), dem Toilettenhäuschen weit unterhalb des Theaters und dem Straßenbahnhäuschen im südöstlichen Zipfel. - Demianidenkmal: Bronze, mit Sandsteinpostament, Bildhauer Johannes Schilling, Magistratsakten vorhanden, 1898 Petition vieler Bürger und Anwohner des Platzes, dass die Freitreppe verschwindet, um eine Durchfahrt für Fuhrwerke vom Obermarkt bis zur Louisenstraße zu gewährleisten. Hier auch Plan von 1898 mit Denkmal, wo es heute steht, Kaiserstrutz ohne Baumring. Beschreibung des Gartendenkmals: - Geschichte: Umbenennung des Platzes von Rademarkt in Demiani-Platz nach dem Tod des 1. Oberbürgermeisters von Görlitz Gottlob Ludwig Demiani (1786–1846) - Einfriedung: an der West-Grenze Metallgitter (ca. 60 cm hoch) und Ligusterhecke, im Nordosten an der Treppenanlage Balustrade und Stützmauer, an der Ost-Grenze Stützmauer aus Bruchsteinmauerwerk - Bodenrelief: von Südwest nach Nordost ansteigendes Gelände zur Straße „Grüner Graben“ mit einer Stützmauer abgefangen - Erschließung: im Nordosten Treppenanlage mit 11 Granitstufen und zwei abgetreppten Wangen aus Granitelementen sowie zwei Sockel aus Sandstein mit Granitabdeckungen und je einer aufgesetzten gusseisernen Laterne, im Anschluss auf jeder Seite eine Balustrade mit Sandsteinsockel und Granitabdeckung und auf Lücke gesetzten Sandsteinquadern mit durchgehender, profilierter Granitabdeckung, unterhalb der Treppe eine Platzfläche aus unregelmäßigem Kleinsteinpflaster (Basalt), seitlich der Platzfläche jeweils eine Wegefläche von Mosaiksteinpflaster (Basalt), in der Achse der Treppenanlage der Wendekreis der Theaterzufahrt (Haupteingang) aus Kleinsteinpflaster (Granit) mit Bordstein aus Granit und Gehweg aus Mosaiksteinpflaster (Granit), in der Wendeschleife eine runde Baumscheibe mit Granitbord und einer Kastanie, sowie eine rechteckige Insel zur Teilung der Fahrtrichtungen im Nordosten des Theaters, im Ost- und Westbereich des Platzes je ein geschwungen verlaufender Weg mit wassergebundener Decke und Kantensteinen (Granit) sowie ein geradliniger Weg (neu gepflastert) im Ostbereich mit Treppe (vier Granitsteinstufen) am Ost-Ende. - Gartenbauten: im West-Bereich unter einem Hügel ein unterirdisches Bauwerk - Vegetationsflächen: Rasen- und Gehölzflächen, ein Hügel mit einer Blumenuhr - Gehölze: auf der Platzfläche oberhalb der Treppenanlage vier Mehlbeerbäume und rechts und links der Platzfläche unterhalb der Treppenanlage zwei bzw. drei Rotdorn, im West-Bereich am Kaisertrutz Gehölzfläche mit zwei Robinien und einem Bergahorn sowie Eiben, im Ost-Bereich an der Straße Am Graben Gehölzfläche mit Eiben, einer Linde, einer Robinie und zwei Eichen - Denkmal: im Ostbereich auf rechteckiger kleiner Platzfläche mit Schieferplatten ein Denkmal mit zweistufiger Grundplatte, Sandsteinsockel und Bronzefigur, Inschrift auf dem Sockel: „Ihrem / Oberbürgermeister / GOTTLOB LUDWIG / DEMIANI. / Die dankbaren Mitbürger. / 1862“, auf der rechten Seite des Sockels bezeichnet: „Modell von Johannes Schilling Dresden 1861“, auf der linken Seite des Sockels bezeichnet: „Gusz v. Gebr. Lenz & Heroldt Nürnberg 1862“ - Ausstattung: kreisförmiges Marmorelement mit allegorischen Medaillons als Fries, Treppenanlage und Laternen siehe Punkt. Erschließung, Blumenuhr in der Achse des Theatereinganges, am Wendekreis vor dem Theaterhaupteingang eine Anschlagsäule - Bürgersteige und Straßen: im Nordwesten Bürgersteig aus großen Gehwegplatten (Granit) mit beidseitigen Rändern aus Mosaiksteinpflaster (Basalt), zur Platzfläche abschließend mit zwei Reihen Großpflaster (Basalt), zur Straße (große dreieckige Platzfläche) Hochbord (Granit), Straßenrand mit einem Streifen Großsteinpflaster (Basalt), Straße aus unregelmäßigem Großsteinpflaster (Basalt), gegenüberliegende Seite Hochbord (Granit) und Bürgersteig aus großen Gehwegplatten (Granit) mit einseitigem Rand zu den Gebäuden aus Mosaiksteinpflaster (Basalt), im Südwesten Bürgersteig aus großen Gehwegplatten (Granit) mit beidseitigen Rändern aus Mosaiksteinpflaster (Granit), Bordstein (Granit), im Osten schmaler Gehwegstreifen aus Mosaiksteinpflaster (Granit), Bordstein (Granit) - Bemerkung: Bühneneingangsbereich im Nordosten des Theaters verändert (unterirdisches Bauwerk mit begrünter Dachfläche) sowie ungeordnete PKW-Stellflächen - Fahrleitungsmast Erstausstattung der 1897 eingerichteten elektrischen Straßenbahn | 09282327 |
| Weitere Bilder                          | Straßen der Historischen Altstadt mit Bürgersteigen und Granitpflasterungen | Demianiplatz (Karte)                                              | 19. Jahrhundert                                                                                               | Stadtgeschichtlich und straßenbildprägend von Bedeutung | 09302847 |
|                                         | Wohn- und Geschäftshaus mit Läden in geschlossener Bebauung, Eckhaus | Demianiplatz 3 (Obermarkt 11) (Karte)                             | Bezeichnet mit 1852                                                                                           | Baugeschichtlich, städtebaulich und straßenbildprägend von Bedeutung. Erdgeschoss mit großen Ladenöffnungen. | 09282189 |
|                                         | Wohnhaus in geschlossener Bebauung, mit Laden | Demianiplatz 4 (Karte)                                            | Um 1870 | Baugeschichtlich von Bedeutung. Im 1. Obergeschoss Mittelbalkon. 4. Obergeschoss aufgesetzt. Originale Haustür. Kleiner Laden im Erdgeschoss mit teilweise originaler Front. | 09282188 |
|                                         | Wirtshaus Rautenkranz; Gasthaus in nach links geschlossener Bebauung | Demianiplatz 5 (Karte)                                            | Um 1870 | Mit Innenhof und geschwungenem Treppenhaus, städtebaulich von Bedeutung. Fassade um 1910 verändert, aufgesetztes 4. Obergeschoss. Teilweise originale Fenster und originale Haustür. Geschwungenes Treppenhaus. Balkon fehlt. | 09282187 |
| Direkt Bild zu diesem Denkmal hochladen | Wohnhaus vom Typus in geschlossener Bebauung, mit Freifläche an der Annengasse mit umfassender Mauer | Demianiplatz 7 (Karte)                                            | 1862/63 | Repräsentativ geprägt von Ignaz Friedländer, baugeschichtlich von Bedeutung. Die links angebaute schmale Nummer 6 wohl 2013 abgerissen. Mit hohen rundbogigen Fenstern im Erdgeschoss. In Eingangsbereich und Innenräumen repräsentativer Stuck. Marmortreppen und Fliesen. | 09282186 |
| Weitere Bilder                          | Frauenturm als Teil der Stadtbefestigung, mit Stadtwappen an der Südseite | Elisabethstraße (Karte)                                           | Um 1250 | Wappen ehemals am äußeren Frauentor befindlich, baugeschichtlich, stadtgeschichtlich und stadtbildprägend von Bedeutung. Turm bei Stadterweiterung gebaut, schlichter zylindrischer Bau. Oberer Teil spätgotisch, in Backstein mit Mauerblenden. Turmhaube mit achteckigem Aufbau, renaissancistisch verändert 1564. An Südseite seit 1856 Wappen der Stadt (Sandstein) angebracht, wird umgeben von Steinbildern der Maria und Barbara, mit Inschrift „Invia virtuti nulla est via 1477“ (Wappentafel früher am südlichen Stadttor). | 09282183 |
|                                         | Elisabethstraße; Platzartig aufgeweitete Promenade anstelle der geschleiften Stadtbefestigung, klassizistisch bebaut, mit Doppelallee aus Rosskastanien und Sommer-Linden und mittig angeordnetem Promenadenweg, seitlich davon Rasenstreifen, Straßen und Fußwege | Elisabethstraße (Karte)                                           | 1850–1855 (Promenade); 1862 (Anpflanzung Doppelallee aus Rosskastanien)                                       | Stadthistorisch, städtebaulich und gartenkünstlerisch von Bedeutung. Bis 1840 doppelter Stadtmauerring und Stadtgraben auf dem Gebiet der späteren Elisabethstraße. 1843 Beschluss des Magistrats, das Areal zur Promenade auszubauen. 1844 erhob der preußische König Friedrich Wilhelm IV. Görlitz in den Rang einer Großstadt, zum Dank Benennung der neuen Straße nach der Gemahlin des Monarchen, Elisabeth. Ab 1850 Planierungsarbeiten. Seit 1855 erhielt die neue Promenade annähernd ihre heutige Form, Vorbild wohl Berliner Promenade Unter den Linden. 1862 mit einer vierreihigen Allee, alternierend mit Rosskastanien und Sommer-Linden bepflanzt, ursprünglich 175 Bäume. Bereits 1864 Zentrum des Wochenmarktes für landwirtschaftliche und gärtnerische Produkte. Die Elisabethstraße gehört durch die vielgestaltigen Fassaden zu den markantesten Straßen von Görlitz. Beschreibung des Gartendenkmals: Platzartig aufgeweitete Promenade mit mittig angeordnetem Fußweg und Doppelallee, links und rechts des Mittelweges Rasenstreifen, Straßen und Fußwege an den Platzkanten, Querung durch Klosterstraße - Wege: Mittelweg mit wassergebundener Decke, zum Teil asphaltiert, westlicher Abschnitt Asphalt, mit seitlich angeordneten Rinnen aus Basalt-Pflaster, Fußwege an den Gebäuden zum Teil mit Granitplatten - Allee: Doppelallee (vierreihige Allee), zum Teil lückig, zwei innere Baumreihen aus Roß-Kastanien (Aesculus hippocastanum), zwei äußere Baumreihen aus Sommer-Linden (Tilia platyphyllos), innere und äußere Baumreihen versetzt zueinander angeordnet, Baumscheiben mit Pflaster-Kante aus Basalt eingefasst - Störfaktor: Parkplätze mit wassergebundener Decke zwischen den Baumreihen aus Sommer-Linden | 09282979 |
|                                         | Straßen der Historischen Altstadt mit Bürgersteigen und Granitpflasterungen | Elisabethstraße (Karte)                                           | 19. Jahrhundert                                                                                               | Stadtgeschichtlich und straßenbildprägend von Bedeutung | 09302847 |
|                                         | Wohn- und Geschäftshaus in geschlossener Bebauung, Eckhaus zur Steinstraße | Elisabethstraße 1 (Steinstraße 9) (Karte)                         | Nach 1863 | Baugeschichtlich und städtebaulich von Bedeutung. Vorgängerbau war ein Brauhaus, davon Inschrift von 1474. Gebäude wurde für das Jetzige abgerissen. | 09282211 |
|                                         | Wohn- und Geschäftshaus in geschlossener Bebauung, mit originalen Läden in Erd- und Zwischengeschoss | Elisabethstraße 2 (Karte)                                         | Um 1860 | Flachdach mit Attika, baugeschichtlich und städtebaulich von Bedeutung. Originale Haustür um 1860. Erdgeschoss und 1. Obergeschoss um 1900 zum Geschäft umgestaltet. | 09282212 |
|                                         | Wohnhaus in geschlossener Bebauung, mit Laden | Elisabethstraße 3 (Karte)                                         | Um 1860 | Baugeschichtlich und städtebaulich von Bedeutung. Fassade durch Neuputz vergröbert. Erdgeschoss durch Ladeneinbruch stark gestört. | 09282213 |
|                                         | Wohnhaus in geschlossener Bebauung, mit originaler Ladenfront | Elisabethstraße 4 (Karte)                                         | Um 1860 | Baugeschichtlich und städtebaulich von Bedeutung. Originale Haustür. | 09282214 |
|                                         | Wohnhaus in geschlossener Bebauung, mit Laden | Elisabethstraße 5 (Karte)                                         | Um 1850 | Barockisierende Fassade, baugeschichtlich und städtebaulich von Bedeutung. Laden mit originaler Front. Originale Haustür. | 09282215 |
|                                         | Wohnhaus mit Laden in geschlossener Bebauung und Hintergebäude | Elisabethstraße 6 (Karte)                                         | Um 1850 | Baugeschichtlich und städtebaulich von Bedeutung. Ladenfront um 1890. Originale Haustür. | 09282216 |
|                                         | Wohnhaus in geschlossener Bebauung | Elisabethstraße 7 (Karte)                                         | Um 1850 | Baugeschichtlich von Bedeutung. Schmucklose, glatte Fassade mit originalen Fenstern. Erdgeschoss durch Ladeneinbrüche verschandelt. | 09282217 |
|                                         | Wohnhaus in geschlossener Bebauung, mit Laden | Elisabethstraße 8 (Karte)                                         | Um 1850 | Baugeschichtlich und städtebaulich von Bedeutung. Schmucklose, glatte Fassade. Ladenfront um 1870. Originale Haustür. Haus zu. | 09282218 |
|                                         | Wohnhaus in geschlossener Bebauung, mit Läden | Elisabethstraße 9 (Karte)                                         | Um 1905 | Baugeschichtlich und städtebaulich von Bedeutung. Läden mit originaler Front. Mittelerker im 1. und 2. Obergeschoss. | 09282219 |
|                                         | Wohnhaus in geschlossener Bebauung | Elisabethstraße 10 (Karte)                                        | Um 1880 | Über dem Hauptgesims Atelier mit Glasfront, baugeschichtlich und städtebaulich von Bedeutung. Ladeneinbrüche aus 20er Jahren beeinträchtigen neubarockes Fassadendekor. | 09282220 |
|                                         | Wohnhaus in geschlossener Bebauung, mit originaler Ladenfront aus 1920er Jahren | Elisabethstraße 11 (Karte)                                        | Um 1860 | Baugeschichtlich und städtebaulich von Bedeutung. Haustür um 1900, Ladenfront im Erdgeschoss und 1. Obergeschoss. | 09282221 |
|                                         | Wohnhaus in geschlossener Bebauung, mit Laden mit originaler Front | Elisabethstraße 11a (Karte)                                       | Um 1850 | Baugeschichtlich von Bedeutung. Originale Haustür. | 09282222 |
|                                         | Wohn- und Bürogebäude in geschlossener Bebauung, Eckhaus | Elisabethstraße 12 (Hauptanschrift: Klosterstraße 2) (Karte)      | 1853/54 (Wohn- und Bürogebäude)                                                                               | Palazzoartiges Gebäude, baugeschichtlich und städtebaulich von Bedeutung. Palazzoartiger Bau mit vielen Putznutungen. Gemäß Jecht bot sich mit Einsturz des alten Marstalls 1853 die Möglichkeit, den Klosterplatz zur Elisabethstraße zu öffnen. | 09282210 |
| Weitere Bilder                          | Knabenmittelschule; Elisabethschule, Ecklage zur Klosterstraße, mit Durchgang zum Fischmarkt | Elisabethstraße 13 (Klosterstraße 1, Klosterplatz 16) (Karte)     | Bezeichnet mit 1873                                                                                           | Stattliches Gebäude mit reicher Neorenaissance-Fassade, Entwurf: Berliner Architekt Cremer und Görlitzer Baumeister Barth, architekturgeschichtlich, baukünstlerisch und platzbildprägend von Bedeutung. Dreigeschossiger Bau mit Flachdach. Gründerzeitlich schwere Neurenaissanceformen. Rundfenster. Durchgang: Durchgangsbereich überwölbt. Gurtbogen, Pilaster mit Kompositkapitellen, verkröpfte Profile. | 09282223 |
|                                         | Mietshaus in geschlossener Bebauung, mit originaler Ladenfront | Elisabethstraße 14 (Elisabethstraße 15) (Karte)                   | Um 1900 | Ein Gebäude mit Nummer 15, baugeschichtlich und städtebaulich von Bedeutung. Mit schönen originalen Ladenfronten und Schrift „Eduard Bischoff“. Jugendstil-Fassadendekoration, florale Motive. Haus im Kern sicher auch um 1850. | 09282224 |
|                                         | Mietshaus mit Laden mit originaler Front in geschlossener Bebauung | Elisabethstraße 15 (Karte)                                        | Um 1900 | Ein Gebäude mit Nr. 14, baugeschichtlich und städtebaulich von Bedeutung | 09282225 |
|                                         | Mietshaus in geschlossener Bebauung, mit originaler Ladenfront | Elisabethstraße 15 (Hauptanschrift: Elisabethstraße 14) (Karte)   | Um 1900 | Ein Gebäude mit Nummer 15, baugeschichtlich und städtebaulich von Bedeutung. Mit schönen originalen Ladenfronten und Schrift „Eduard Bischoff“. Jugendstil-Fassadendekoration, florale Motive. Haus im Kern sicher auch um 1850. | 09282224 |
| Weitere Bilder                          | Mietshaus in geschlossener Bebauung, mit Gaststätte „Am Wochenmarkt“ | Elisabethstraße 16 (Karte)                                        | 1880er Jahre                                                                                                  | Gaststätte mit farbigen Bleiglasfenstern,städtebaulich und ortsgeschichtlich von Bedeutung. Gaststätte „Am Wochenmarkt“, originale Haustür. Mit Gedenktafel für Gustav von Moser. | 09282227 |
|                                         | Wohnhaus in geschlossener Bebauung, mit Laden mit originaler Front | Elisabethstraße 17 (Karte)                                        | Um 1850 | Städtebaulich von Bedeutung. Hausdurchgang mit Gurtbögen auf Konsolen mit Ornament. Originale Hausausstattung. | 09282228 |
|                                         | Wohnhaus in geschlossener Bebauung | Elisabethstraße 18 (Karte)                                        | Um 1850 | Städtebaulich von Bedeutung. Fassade glatt, nur am 3. Obergeschoss drei Medaillons mit Reliefköpfen. Originale Haustür. | 09282229 |
|                                         | Wohnhaus in geschlossener Bebauung, mit historischer Ladenfront | Elisabethstraße 19 (Karte)                                        | 1857 | Bauherr Dr. Klefeld, städtebaulich von Bedeutung. Originale Haustür und Fenster. Im 1. und 2. Obergeschoss Mittelbalkons. Dachausbauten. Rechts Laden mit Jugendstil-Schaufensterausstattung. | 09282230 |
|                                         | Wohnhaus in geschlossener Bebauung | Elisabethstraße 20 (Karte)                                        | 1850er Jahre                                                                                                  | Städtebaulich von Bedeutung. Originale Fenster mit Wintervorsatzfenstern und Haustür. Erstes bis drittes Obergeschoss gerade Fensterverdachungen. Erdgeschoss verändert. Hofflügel kein Denkmalwert, da zum größten Teil abgerissen und im Rest verändert . | 09282231 |
|                                         | Wohnhaus in geschlossener Bebauung | Elisabethstraße 21 (Karte)                                        | 1849/50 | Schuhmachermeister Deutsch baute es als Hinterhaus zur Krischelstraße 13, städtebaulich von Bedeutung. Originale Haustür. | 09282232 |
|                                         | Wohnhaus in geschlossener Bebauung, mit Laden | Elisabethstraße 22 (Karte)                                        | Um 1870 | Fassade mit neobarockem Dekor, baugeschichtlich und städtebaulich von Bedeutung. Fassade mit neubarockem Stuck, Pilaster und originalen Fenstern. Ladenfront und Schaufenstergestaltung 1920er Jahre. | 09282233 |
|                                         | Wohnhaus in geschlossener Bebauung | Elisabethstraße 23 (Karte)                                        | Um 1850 | Städtebaulich von Bedeutung. Fassade etwas geglättet. Originale Haustür. | 09282234 |
|                                         | Wohnhaus in geschlossener Bebauung, mit zwei Läden mit originaler Front | Elisabethstraße 24 (Karte)                                        | Um 1850 | Städtebaulich von Bedeutung. Fassade etwas geglättet. Originale Haustür. | 09282235 |
|                                         | Mietshaus in geschlossener Bebauung, mit Läden mit originaler Front | Elisabethstraße 25 (Karte)                                        | Um 1850 | Städtebaulich von Bedeutung. Haustür und Hausausstattung. Gewendelte Treppe. Im Eingangsbereich Schablonenmalerei 1930er Jahre. | 09282236 |
|                                         | Wohnhaus in geschlossener Bebauung, Eckhaus zur Elisabethstraße | Elisabethstraße 26 (Hauptanschrift: Weberstraße 12) (Karte)       | 1851 | Klassizistische Fassade, baugeschichtlich und städtebaulich von Bedeutung. Eckbalkon im 1. Obergeschoss mit schönem Gitter. Originale Haustür. Kleiner Lichthof. Nach Lemper, Görlitz-Topographie, der erste Bau des neuen Straßenzuges vollkommen mit neuen Mietshäusern. | 09282237 |
|                                         | Litfaßsäule | Elisabethstraße (Ecke Weberstraße) (Karte)                        | Um 1920 | Kulturgeschichtlich von Bedeutung | 09281932 |
|                                         | Straßen der Historischen Altstadt mit Bürgersteigen und Granitpflasterungen | Fischmarkt (Karte)                                                | 19. Jahrhundert                                                                                               | Stadtgeschichtlich und straßenbildprägend von Bedeutung | 09302847 |
|                                         | Öffentliche Toilette | Fischmarkt (Durchgang zur Elisabethstraße) (Karte)                | 1920er Jahre                                                                                                  | Klinker, sozialgeschichtlich von Bedeutung | 09284985 |
| Direkt Bild zu diesem Denkmal hochladen | Freibankgebäude mit großem Giebel | Fischmarkt (Durchgang zur Elisabethstraße) (Karte)                | Spätes 19. Jahrhundert                                                                                        | Klinkerbau, ortsgeschichtlich und wirtschaftsgeschichtlich von Bedeutung | 09284984 |
|                                         | Schlachthaus Abstechhalle | Fischmarkt (Durchgang zur Elisabethstraße) (Karte)                | Spätes 19. Jahrhundert                                                                                        | Sogenannte Abstechhalle, Klinkerbau, ortsgeschichtlich und wirtschaftsgeschichtlich von Bedeutung | 09284983 |
| Direkt Bild zu diesem Denkmal hochladen | Wohnhaus in geschlossener Bebauung, Eckhaus | Fischmarkt 1 (Hauptanschrift: Schwarze Straße 8) (Karte)          | 16. Jahrhundert                                                                                               | Baugeschichtlich von Bedeutung | 09285391 |
|                                         | Wohnhaus in geschlossener Bebauung | Fischmarkt 2, 3 (Karte)                                           | 1860er Jahre                                                                                                  | Baugeschichtlich und städtebaulich von Bedeutung. Originales Hofdurchfahrtstor. Schöne rundbogige Treppenhausfenster. Gusseisernes Treppengeländer. | 09282431 |
|                                         | Wohnhaus in geschlossener Bebauung | Fischmarkt 4 (Karte)                                              | Um 1840 | Baugeschichtlich und städtebaulich von Bedeutung. Erdgeschoss durch Ladeneinbau um 1920 gestört. Originales Hofdurchfahrtstor und Fenster. Bäckerinnungshaus? | 09282430 |
| Weitere Bilder                          | Gemeindehaus der Baptistengemeinde Kirchgemeindehaus mit Aula in geschlossener Bebauung | Fischmarkt 5 (Karte)                                              | Nach 1817 | Gehörte zum Schönhof Untermarkt und Brüderstraße 8, Umbauten zum Brau- und Malzhaus und für die Baptistengemeinde, baugeschichtlich und ortsgeschichtlich von Bedeutung. Mittelrisalit, linker Teil des Hauses mit Speiseverein, rechts der Saal. Hofseitig symmetrisch ausgebaute Rückfront mit zwei rechtwinklig vorspringenden Flügeln. Westliche Flügel in Verbindung mit dem Mittelhaus des Schönhofgrundstücks. Hofdurchfahrtstor fehlt. Eine Fledermausgaube und zwei Hechte. Bau 1817 abgebrannt und kurz darauf wahrscheinlich als Brau- und Malzhaus neu aufgebaut, 1832 von der Baptistengemeinde in Besitz genommen und mit Teilen aus dem 18. Jahrhundert umgebaut. Jecht schreibt auf S. 354, über dem Ausgang zum Fischmarkt sind die Anfangsbuchstaben der zehn Namen zu lesen, die das Rückgebäude am Fischmarkt 1832 „zu einem zeitgemäßen Brau- und Malzhause ausbauten“. | 09282428 |
| Weitere Bilder                          | Mädchen-Bürgerschule (Gemeindeschule V); Musikschule | Fischmarkt 6 (Karte)                                              | 1836–1838 | Klassizistischer Bau, errichtet unter Ferdinand Wilhelm Kaumann, den Demiani mit dem Aufbau des Görlitzer Bildungswesens beauftragte, originale Ausstattung, seit etwa 1950 Musikschule, baugeschichtlich, ortsgeschichtlich und sozialgeschichtlich von Bedeutung | 09282429 |
| Weitere Bilder                          | Wohnhaus in geschlossener Bebauung, mit Laden | Fischmarkt 8 (Karte)                                              | 1840er Jahre, Kern älter                                                                                      | Ursprünglich aus zwei Häusern bestehend, baugeschichtlich von Bedeutung. Haus im Kern vielleicht älter. | 09282436 |
| Weitere Bilder                          | Wohnhaus in geschlossener Bebauung | Fischmarkt 9 (Karte)                                              | Um 1850 | Baugeschichtlich von Bedeutung | 09282435 |
|                                         | Wohnhaus in geschlossener Bebauung | Fischmarkt 10 (Karte)                                             | 1. Hälfte 18. Jahrhundert                                                                                     | Baugeschichtlich von Bedeutung. Signet-Schlussstein über dem Portal, bezeichnet mit 17(?)7, barocke Tür um 1730. | 09282434 |
| Weitere Bilder                          | Katholische Gemeindeschule (Nr. VI) und Turnhalle | Fischmarkt 11, 12 (Karte)                                         | 1895/96 | Klinker, Entwürfe von Regierungsbaumeister Paul Schröder und Zimmerer- und Maurermeister Adalbert Rothenburger, baugeschichtlich, ortsgeschichtlich und sozialgeschichtlich von Bedeutung. Rote Klinkerverblendung. Große originale Fenster und Türen. - Stand bis 2003 unter Adresse „Fischmarkt 11/12“ in der Denkmalliste. Stadtbaudirektor Schröder, Ausführung Rothenburger. Nach Jecht (S. 443) ist hier ein altes Haus eingebaut, in dem der Stadtsyndikus von Milziz wohnte. | 09282433 |
| Direkt Bild zu diesem Denkmal hochladen | Straßen der Historischen Altstadt mit Bürgersteigen und Granitpflasterungen | Fischmarktstraße (Karte)                                          | 19. Jahrhundert                                                                                               | Stadtgeschichtlich und straßenbildprägend von Bedeutung | 09302847 |
|                                         | Mietshaus in geschlossener Bebauung mit Läden | Fischmarktstraße 1 (Karte)                                        | Um 1885 | Rechter Laden mit originaler Front, baugeschichtlich und städtebaulich von Bedeutung. Erdgeschoss mit grünen Fliesen verkleidet. | 09282443 |
|                                         | Wohnhaus in geschlossener Bebauung | Fischmarktstraße 2 (Karte)                                        | Um 1850 | Städtebaulich von Bedeutung | 09282442 |
|                                         | Wohnhaus mit Läden in geschlossener Bebauung, Eckhaus | Fischmarktstraße 3 (Hauptanschrift: Schwarze Straße 1) (Karte)    | Bezeichnet mit 1845                                                                                           | Baugeschichtlich und städtebaulich von Bedeutung. Erdgeschoss Läden und Klappläden. Originale Inschriftentafel über dem Eingang. Originale Haustür und moderne Fenster. | 09282440 |
|                                         | Wohnhaus in geschlossener Bebauung und rechts anschließende Tordurchfahrt | Fischmarktstraße 4 (Karte)                                        | Im Erdgeschoss Reste aus dem 16. Jahrhundert                                                                  | Baugeschichtlich von Bedeutung. WBG wollte 2003 abreißen, laut ALK-Daten nur Nummer 4. | 09282437 |
| Weitere Bilder                          | Haus Drei Eichen; Wohnhaus in geschlossener Bebauung, Eckhaus | Fischmarktstraße 5 (Klosterplatz 2) (Karte)                       | Bezeichnet mit 1818                                                                                           | Baugeschichtlich und städtebaulich von Bedeutung. Bezeichnung bereits am Vorgängerbau 1492, 1817 abgebrannt. 1818 neu aufgebaut, übernommen wurde Barockportal mit Schlussstein (darauf Allianzwappen, über Wappen Sandsteintafel, auf der drei Eichen stehen und Inschrift: Unter den Eichen, abgebrannt am 30. Juli 1817, erbaut im Jahre 1818 von J.G.L.Weider). WBG wollte 2001 abreißen. | 09282331 |
|                                         | Straßen der Historischen Altstadt mit Bürgersteigen und Granitpflasterungen | Fleischerstraße (Karte)                                           | 19. Jahrhundert                                                                                               | Stadtgeschichtlich und straßenbildprägend von Bedeutung | 09302847 |
|                                         | Wohnhaus in geschlossener Bebauung, Eckhaus | Fleischerstraße 1 (Hauptanschrift: Obermarkt 31) (Karte)          | 1953/54 | Neubau anstelle zweier abgebrannter Barockbauten, Architekt Albert Mayer, Görlitz, baugeschichtlich und städtebaulich von Bedeutung. Zurückhaltend historisierender Bau fügt sich städtebaulich ein und besitzt deshalb Denkmalwert. Bis 2009 auch unter Obermarkt 30 in der Denkmalliste. Laut Bauordnungsamt Görlitz ist Anschrift Obermarkt 30 weggefallen. | 09282363 |
|                                         | Wohnhaus in geschlossener Bebauung | Fleischerstraße 2 (Karte)                                         | 1953/54 | Städtebaulich von Bedeutung. Bis 2009 unter Obermarkt 30, 31/Fleischerstraße 1, 2 in der Denkmalliste geführt. Laut UD Görlitz ist Fleischerstraße 2 eigenes Grundstück. Fleischerstraße 1 siehe Obermarkt 30, 31. Fleischerstraße 2 auch Neubau anstelle zweier abgebrannter Barockbauten, Architekt Albert Mayer, Görlitz. Haus fügt sich städtebaulich ein und besitzt deshalb Denkmalwert. | 09282515 |
|                                         | Wohnhaus in geschlossener Bebauung, Eckhaus | Fleischerstraße 3 (Karte)                                         | Nach 1717 | Barockhaus, baugeschichtlich und städtebaulich von Bedeutung. Überformung der Barockfassade nach 1900. | 09282517 |
|                                         | Wohnhaus in geschlossener Bebauung, Eckhaus | Fleischerstraße 4 (Hauptanschrift: Langenstraße 42) (Karte)       | Nach 1717 | Portal mit Schlussstein und Spiegelmonogramm, baugeschichtlich und straßenbildprägend von Bedeutung. Umbau Mitte 19. Jahrhundert verlieh dem Bau einen spätklassizistischen Charakter. | 09282496 |
|                                         | Wohnhaus in geschlossener Bebauung | Fleischerstraße 5 (Karte)                                         | 1726 | Baugeschichtlich von Bedeutung. Kleines Barockhaus. 1930 Schleppgaube. Schlussstein mit Hausmarke. | 09282519 |
|                                         | Wohnhaus in geschlossener Bebauung | Fleischerstraße 6 (Karte)                                         | 1854 | Bauherr Schneidermeister Lippke, mittelalterlicher Keller, baugeschichtlich von Bedeutung | 09282520 |
|                                         | Wohnhaus in geschlossener Bebauung | Fleischerstraße 7 (Karte)                                         | Nach 1717 | Baugeschichtlich von Bedeutung. Reizvolles Handwerkerhaus. Biedermeiertür. | 09282521 |
|                                         | Wohnhaus in geschlossener Bebauung | Fleischerstraße 8 (Karte)                                         | 18. Jahrhundert                                                                                               | Wiederaufbau nach Brand 1875 unter Heinrich Wilhelm Holz, baugeschichtlich und städtebaulich von Bedeutung. Keller, Erdgeschoss und 1. Obergeschoss barock. Innenliegendes Treppenhaus und Schwarze Küche. Putznutungen, Stuckschmuck. | 09282522 |
|                                         | Mietshaus in geschlossener Bebauung | Fleischerstraße 9 (Karte)                                         | Um 1900 | Klinkerbau, baugeschichtlich und städtebaulich von Bedeutung. Treppenhaus farbige Bleiglasfenster. Originale Fenster und Türen. | 09282523 |
|                                         | Mietshaus in geschlossener Bebauung mit Laden, Eckhaus | Fleischerstraße 10 (Hauptanschrift: Hugo-Keller-Straße 3) (Karte) | 1890er Jahre                                                                                                  | Mit Laden, baugeschichtlich, städtebaulich und straßenbildprägend von Bedeutung. Klinkerbau. Hochgezogene Ecke. Eckbalkons fehlen. Originale Fenster und Haustür. | 09282552 |
|                                         | Wohnhaus in geschlossener Bebauung | Fleischerstraße 15 (Karte)                                        | 1718 | Inschriftentafel an der Südwestecke der Brandmauer mit Datierung 1720. Inschrift an Portalkartusche mit Datierung 1718, baugeschichtlich von Bedeutung. | 09282525 |
|                                         | Wohnhaus in geschlossener Bebauung mit Anbau an der Fleischerstraße, Eckhaus | Fleischerstraße 17 (Hauptanschrift: Langenstraße 43) (Karte)      | 1719 | Reiche Barockfassade, Barockportal mit Kartusche, baugeschichtlich und straßenbildprägend von Bedeutung. Gebäudeteil Fleischerstraße: Putznutungen | 09282497 |
| Weitere Bilder                          | Wohnhaus in geschlossener Bebauung | Fleischerstraße 19 (Karte)                                        | Um 1525 | Zwei zweigeschossige Baukörper entlang der Straße, Rückgebäude von Obermarkt 32, baugeschichtlich von Bedeutung. Durchbruch Fleischerstraße zum Obermarkt 1852/53. | 09282528 |
| Direkt Bild zu diesem Denkmal hochladen | Alte Lateinschule | Gottfried-Kiesow-Platz 1 (Karte)                                  | 15. Jahrhundert                                                                                               | 1529 bis 1565 alte Lateinschule, ab 1573 allgemeine deutsche Knabenschule, 1565 bis 1593 Druckerei Ambrosius Fritsch, dann Wohnhaus für die Kirchenbediensteten, die Diakone der Peterskirche, baugeschichtlich und hausgeschichtlich von Bedeutung. Ursprünglich keine Zwischenwände im Erdgeschoss, enorme Balkendecken. Fassade 1920er Jahre etwas verändert. | 09282710 |
| Weitere Bilder                          | Vierflügelanlage des ehemaligen Vogtshofes | Gottfried-Kiesow-Platz 2 (Karte)                                  | 1811–1826 | Baugeschichtlich und ortsgeschichtlich von Bedeutung. Rundbogige Durchfahrt in der Mitte des Südflügels, Treppenhäuser, Keller und Erdgeschossräume kreuzgratgewölbt. | 09282453 |
|                                         | Litfaßsäule in Betonguss | Grüner Graben (Ecke Hugo-Keller-Straße) (Karte)                   | Um 1912 | Kulturgeschichtlich von Bedeutung | 09282569 |
|                                         | Mietshaus in geschlossener Bebauung | Grüner Graben 22 (Karte)                                          | Um 1870 | Städtebaulich von Bedeutung. Fassade stark geglättet. Mittelrisalit. | 09282565 |
|                                         | Wohnhaus in geschlossener Bebauung, Haus mit Knick in der Fassade | Grüner Graben 23 (Karte)                                          | 1770er Jahre                                                                                                  | Städtebaulich von Bedeutung. Fassade stark geglättet. 1992 Renovierung. | 09282502 |
|                                         | Mietshaus in geschlossener Bebauung | Grüner Graben 26 (Karte)                                          | Um 1860 | Städtebaulich von Bedeutung. Klassischer Fassadenaufbau mit Seitenrisaliten mit rundbogigen Fenstern. | 09282566 |
|                                         | Mietshaus in geschlossener Bebauung | Grüner Graben 27 (Karte)                                          | 1870er Jahre                                                                                                  | Aufwändige Putzfassade mit Putzgliederung, Kartuschen und Girlanden, städtebaulich von Bedeutung. Fassade mit Seitenrisaliten. | 09282567 |
|                                         | Wohnhaus in geschlossener Bebauung und dahinterliegende Bruchsteinmauer mit spitzbogigem Fenster | Grüner Graben 28 (Karte)                                          | Um 1870 | Baugeschichtlich und städtebaulich von Bedeutung. Hinter dem Haus eine sehr alte Bruchsteinmauerwand mit spitzbogigem Fenster. An der Stelle verliefen die beiden Stadtmauern. Möglicherweise gehört die Mauer zu einem Bau zwischen den Mauern oder an einer der beiden Mauern. | 09282568 |
|                                         | Straßen der Historischen Altstadt mit Bürgersteigen und Granitpflasterungen | Hainwald (Karte)                                                  | 19. Jahrhundert                                                                                               | Stadtgeschichtlich und straßenbildprägend von Bedeutung | 09302847 |
| Direkt Bild zu diesem Denkmal hochladen | Mietshaus, nach rechts in geschlossener Bebauung | Hainwald 1 (Neißstraße 6) (Karte)                                 | 1847/48 | Erstes Mietshaus der Stadt, ehemals für 44 Parteien, baugeschichtlich und ortsgeschichtlich von Bedeutung | 09282748 |
| Direkt Bild zu diesem Denkmal hochladen | Gewerbliches Gebäude, vermutlich einstiges Rückgebäude zur Peterstraße 15 | Hainwald 2 (Karte)                                                | 17. Jahrhundert                                                                                               | Vermutlich einstiges Rückgebäude zur Peterstraße 15, baugeschichtlich von Bedeutung | 09301370 |
|                                         | Wohnhaus in geschlossener Bebauung | Hainwald 7 (Karte)                                                | Bezeichnet mit 1533                                                                                           | Über Portal Datierung, Renaissancefassade, baugeschichtlich und hausgeschichtlich von Bedeutung | 09282749 |
| Direkt Bild zu diesem Denkmal hochladen | Wohnhaus in geschlossener Bebauung | Hainwald 8 (Karte)                                                | Um 1723 | Baugeschichtlich von Bedeutung. Haus eventuell mit älteren Teilen. Wahrscheinlich langer Seitentrakt zur Neißstraße 7. Vermutlich Bestandteil der ehemaligen Burganlage. 1220 erbaut und 1390 das erste Mal als Läufer- und Botenhaus erwähnt. 1565 aus Fragmenten des Hauses aus Holz und Lehm entsteht das Steinhaus. | 09282750 |
| Weitere Bilder                          | Straßen der Historischen Altstadt mit Bürgersteigen und Granitpflasterungen | Handwerk (Karte)                                                  | 19. Jahrhundert                                                                                               | Stadtgeschichtlich und straßenbildprägend von Bedeutung | 09302847 |
| Direkt Bild zu diesem Denkmal hochladen | Wohnhaus in geschlossener Bebauung, Eckhaus | Handwerk 1 (Weberstraße 3) (Karte)                                | 16. Jahrhundert                                                                                               | Baugeschichtlich und städtebaulich von Bedeutung. Originale Haustür. | 09282267 |
| Weitere Bilder                          | Wohnhaus in geschlossener Bebauung | Handwerk 2 (Karte)                                                | Nach 1726 | Ehemals Hintergebäude des Ameisschen Hauses Neißstraße 30, Barockschlussstein mit Spiegelmonogramm auf den Bauherren C.A. Christian Ameis, baugeschichtlich und städtebaulich von Bedeutung. 1853 wurde jedoch die Durchfahrt vermauert. Es handelte sich davor um ein Durchhaus. | 09282401 |
|                                         | Wohnhaus in geschlossener Bebauung | Handwerk 3 (Karte)                                                | 3. Viertel 18. Jahrhundert                                                                                    | Baugeschichtlich und städtebaulich von Bedeutung. Zwei Fledermausgauben. Haustür Anfang 19. Jahrhundert. | 09282402 |
|                                         | Wohnhaus in geschlossener Bebauung | Handwerk 4 (Karte)                                                | Nach 1726 | Baugeschichtlich und städtebaulich von Bedeutung. Barockhaustür, zwei Flügel in kleiner Segmentbogenöffnung. Haus vermutlich im 19. Jahrhundert aufgestockt. | 09282403 |
|                                         | Wohnhaus in geschlossener Bebauung, mit Hofflügel | Handwerk 5 (Karte)                                                | 16. Jahrhundert und nach 1726                                                                                 | Baugeschichtlich und städtebaulich von Bedeutung. Biedermeierhaustür 2. Viertel 19. Jahrhundert. Gemeinsamer Hofflügel mit Nummer 6. | 09282404 |
| Weitere Bilder                          | Wohnhaus in geschlossener Bebauung, mit Hofflügel | Handwerk 6 (Karte)                                                | Nach 1726 | Baugeschichtlich und städtebaulich von Bedeutung. 2 Achsen. Erdgeschoss durch Einbruch eines weiteren Einfahrtstores nach Mitte 19. Jahrhundert weit aufgerissen. Alte Durchfahrt mit Stichkappen, wahrscheinlich vor dem 18. Jahrhundert. | 09282405 |
|                                         | Wohnhaus in geschlossener Bebauung | Handwerk 7 (Karte)                                                | 16. Jahrhundert                                                                                               | Baugeschichtlich und städtebaulich von Bedeutung. Sanierung von 1966 verbindet das Haus mit der Nummer 8, in der Halle wurde wahrscheinlich Decke abgehängt. Kern sicher 16. Jahrhundert. Haustür 1730/40. | 09282406 |
|                                         | Wohnhaus in geschlossener Bebauung | Handwerk 8 (Karte)                                                | 16. Jahrhundert                                                                                               | Baugeschichtlich und städtebaulich von Bedeutung. Kern möglicherweise 16. Jahrhundert, nach 1726 verändert, Mitte 19. Jahrhundert aufgestockt. Erdgeschoss links ehemals Eingang mit Segmentbogen und Biedermeierhaustür, bei der Reko 1966 herausgerissen. | 09282407 |
|                                         | Wohnhaus in geschlossener Bebauung | Handwerk 9 (Karte)                                                | Nach 1726 | Baugeschichtlich und städtebaulich von Bedeutung. 3. Obergeschoss im 19. Jahrhundert aufgestockt. Erdgeschoss Umbau und Putz wohl gleichzeitig. Erdgeschoss wohl ursprünglich Eingang links mit Segmentbogensturz, rechts höher angeordneter Sturz, dazwischen war ein Laden mit zwei einfachen Fenstern. Haustür 2. Viertel 19. Jahrhundert. | 09282408 |
| Weitere Bilder                          | Wohnhaus in geschlossener Bebauung | Handwerk 10 (Karte)                                               | Nach 1726 | Baugeschichtlich und städtebaulich von Bedeutung. Brand 1855 ließ Fassade unberührt. Erneuerung nach 1855. Portal aus dem 2. Viertel des 18. Jahrhunderts. | 09282409 |
|                                         | Wohnhaus in geschlossener Bebauung | Handwerk 11 (Karte)                                               | Nach 1726 | Baugeschichtlich und städtebaulich von Bedeutung. Bau aus der Mitte des 19. Jahrhunderts wohl unter Verwendung des Mauerwerkes eines Baus nach dem Brand von 1726. Im Erdgeschoss rechts ziemlich breite rundbogige Haustür mit plastischem Schlussstein, noch vom Bau nach 1726. Fassadengestaltung 3. Viertel des 19. Jahrhunderts. Horizontale Putzsimse in Fußboden- und Sohlbanklage der Obergeschosse. | 09282410 |
|                                         | Wohnhaus in geschlossener Bebauung, Eckhaus | Handwerk 12 (Kränzelstraße 6) (Karte)                             | Nach 1726, Neuaufbau nach 1824                                                                                | Baugeschichtlich und städtebaulich von Bedeutung. Haus hat Eingangsseite zum Handwerk. Biedermeiertür. Im Erdgeschoss zur Kränzelstraße ehemalige Klappläden. Neuaufbau nach 1824 wohl mit älteren Teilen. | 09282411 |
| Weitere Bilder                          | Wohnhaus in geschlossener Bebauung, Eckhaus | Handwerk 13 (Kränzelstraße 5) (Karte)                             | Nach 1726 | Gewölbedecken mit barockem Stuck, baugeschichtlich und hausgeschichtlich von Bedeutung. 1726 durch Brand sehr zerstört und wieder aufgebaut. 1489 aus drei Giebelhäusern zu einem gemacht. 1874 barocke Straßenfassade vereinfacht. | 09282413 |
|                                         | Wohnhaus in geschlossener Bebauung | Handwerk 14 (Karte)                                               | Nach 1726 | Baugeschichtlich und städtebaulich von Bedeutung. Traufe und Dachform vom Bau des 18. Jahrhunderts. Fassadenumgestaltung nach der Mitte des 19. Jahrhunderts, vermutlich um 1860. | 09282415 |
|                                         | Wohnhaus in geschlossener Bebauung | Handwerk 15 (Karte)                                               | Nach 1726 Kern, vor allem Erdgeschoss älter                                                                   | Mitte 19. Jahrhundert aufgestockt, baugeschichtlich und städtebaulich von Bedeutung | 09282416 |
|                                         | Wohnhaus in geschlossener Bebauung | Handwerk 16 (Karte)                                               | Nach 1726 (im Kern älter)                                                                                     | Im Kern Renaissance, Handwerkerhaus, baugeschichtlich und städtebaulich von Bedeutung. Erdgeschoss mit Tor und Haustür sowie Putzhaut der Fassade wohl um die Mitte des 19. Jahrhunderts. Haustür aus dem 2. Viertel des 19. Jahrhunderts. .Hintergebäude 1835 | 09282417 |
| Weitere Bilder                          | Wohnhaus in geschlossener Bebauung | Handwerk 17 (Karte)                                               | Nach 1525 | Baugeschichtlich und städtebaulich von Bedeutung. Wie Nummer 18 nach 1726 wieder aufgebaut, gleiche Sims, Trauf- und Firsthöhe. Vom Renaissancebau des Wiederaufbaus nach dem Brand von 1525 blieben die Erdgeschosszone mit 6 Fenstern und die Eingangshalle. | 09282418 |
|                                         | Tuchmacherinnungshaus | Handwerk 18 (Karte)                                               | Wiederaufbau nach Brand 1726, Kern älter                                                                      | Hallenhaus, baugeschichtlich und ortsgeschichtlich von Bedeutung. Eingangshalle aus dem 16. Jahrhundert, Haustür 2. Viertel 19. Jahrhundert. | 09282419 |
| Weitere Bilder                          | Wohnhaus in geschlossener Bebauung | Handwerk 20 (Karte)                                               | Nach 1726 (Kern älter)                                                                                        | Ausbau nach Bombenschaden, baugeschichtlich und städtebaulich von Bedeutung. Barockhaus, älterer Kern. 3 störende Dachausbauten in der 2. Hälfte des 19. Jahrhunderts. Stuckdecke von 1730. | 09282420 |
|                                         | Wohnhaus in geschlossener Bebauung | Handwerk 21 (Karte)                                               | Nach 1726 | Baugeschichtlich und städtebaulich von Bedeutung. Innen verändert. | 09282421 |
| Weitere Bilder                          | Wohnhaus in geschlossener Bebauung | Handwerk 22 (Karte)                                               | Bezeichnet mit 1717                                                                                           | Prächtiges Barockhaus, baugeschichtlich und baukünstlerisch von Bedeutung | 09280539 |
|                                         | Kreuzbäckerei; Wohnhaus in geschlossener Bebauung, Eckhaus | Handwerk 23 (Hauptanschrift: Weberstraße 4) (Karte)               | 16. Jahrhundert; Wiederaufbau nach Brand 1726                                                                 | Im Kern Renaissance, baugeschichtlich und hausgeschichtlich von Bedeutung. Haus dreizonig. Bekanntester Eigentümer war Jorge der Maler. | 09282268 |
|                                         | Straßen der Historischen Altstadt mit Bürgersteigen und Basaltpflasterungen | Helle Gasse (Karte)                                               | 19. Jahrhundert                                                                                               | Stadtgeschichtlich und straßenbildprägend von Bedeutung | 09302847 |
|                                         | Wohnhaus in geschlossener Bebauung, Eckhaus | Helle Gasse 15 (Rosenstraße 1) (Karte)                            | Um 1928 | Wohl erster sozialer Wohnungsbau, städtebaulich und sozialgeschichtlich von Bedeutung. Mit graniteingefasstem Portal. | 09282116 |
|                                         | Wohnhaus in geschlossener Bebauung, Eckhaus zur Rosenstraße | Helle Gasse 16 (Karte)                                            | Um 1800 | Baugeschichtlich und städtebaulich von Bedeutung | 09282117 |
|                                         | Straßen der Historischen Altstadt mit Bürgersteigen und Granitpflasterungen | Hotherstraße (Karte)                                              | 19. Jahrhundert                                                                                               | Stadtgeschichtlich und straßenbildprägend von Bedeutung | 09302847 |
| Direkt Bild zu diesem Denkmal hochladen | Litfaßsäule | Hotherstraße (gegenüber Neißstraße 13) (Karte)                    | Um 1920 | Kulturgeschichtlich von Bedeutung | 09302688 |
|                                         | Wohnhaus in geschlossener Bebauung | Hotherstraße 3 (Karte)                                            | Nach 1813 | Baugeschichtlich und städtebaulich von Bedeutung. 5 Fensterachsen, Eingang mit Segmentbogensturz, Satteldach mit drei Hechten übereinander. Fassade 1960 restauriert. | 09282948 |
|                                         | Wohnhaus in geschlossener Bebauung | Hotherstraße 4 (Karte)                                            | Nach Brand 1845                                                                                               | Baugeschichtlich und städtebaulich von Bedeutung. Klassizistische Formen, Erdgeschoss breite Tore mit Schlussstein und Segmentbogensturz, Traufe mit Konsolfries. Originale Türen. Zwei Hechte. 1920er Jahre überformt. | 09282949 |
|                                         | Wohnhaus in geschlossener Bebauung | Hotherstraße 5 (Karte)                                            | Erdgeschoss 18. Jahrhundert                                                                                   | Baugeschichtlich und städtebaulich von Bedeutung. Originale Fenster. Haustür um 1905. Zwei Schleppgauben über die ganze Breite. | 09282950 |
|                                         | Wohnhaus in geschlossener Bebauung | Hotherstraße 6 (Karte)                                            | Erdgeschoss 18. Jahrhundert                                                                                   | Baugeschichtlich und städtebaulich von Bedeutung. Schleppgaube übers Ganze. | 09282951 |
|                                         | Blauer Engel; Brauhaus in geschlossener Bebauung | Hotherstraße 7 (Karte)                                            | Bezeichnet mit 1796                                                                                           | Barockfassade mit Barockportal, im gesprengten Giebel Relief mit Engel, baugeschichtlich und ortsgeschichtlich von Bedeutung. Hecht. Biedermeierhaustür. | 09282952 |
|                                         | Wohnhaus in geschlossener Bebauung | Hotherstraße 8 (Karte)                                            | 18. Jahrhundert                                                                                               | Baugeschichtlich und städtebaulich von Bedeutung | 09282953 |
|                                         | Wohnhaus in geschlossener Bebauung | Hotherstraße 9 (Karte)                                            | Spätes 16. Jahrhundert, nach 1691 umgebaut                                                                    | Haus eines Färber-Handwerkers, freigelegtes gotisches Portal, ausgemalter Gewölberaum, baugeschichtlich und hausgeschichtlich von Bedeutung. Haus aus zwei alten Häusern vereint. Ehemals zweigeschossig. | 09282954 |
|                                         | Wohnhaus in geschlossener Bebauung | Hotherstraße 10 (Karte)                                           | 17. Jahrhundert, Aufstockung und Fassade 1840er Jahre                                                         | Bau mit frühneuzeitlichem Inneren, zweifach aufgestockt mit neuer Fassade, Bauherr Dampfdruck- und Färbemeister Weise, baugeschichtlich und städtebaulich von Bedeutung. Filigrane Ornamentik. | 09282955 |
|                                         | Wohnhaus in geschlossener Bebauung | Hotherstraße 11 (Karte)                                           | Nach 1691 | Baugeschichtlich und hausgeschichtlich von Bedeutung. Eines der wenigen Häuser, das die Brände der Hotherstraße in den Jahren 1807, 1813 und 1845 überstand. Sogar im Obergeschoss sind noch Gewölbe. In Archivolte Spruch in Barockfraktur: „Kehre erst vor deiner Tür und alsdanne komme auch zu mir.“ Das ursprüngliche barocke Portal wurde herausgehauen. | 09282956 |
|                                         | Wohnhaus in geschlossener Bebauung | Hotherstraße 12 (Karte)                                           | Um 1700 | Baugeschichtlich und hausgeschichtlich von Bedeutung. Reste Renaissanceputz, bemalte Holzbalkendecken, Gewölbe auch im Obergeschoss über dem Eingang. | 09282764 |
|                                         | Wohnhaus in geschlossener Bebauung | Hotherstraße 13 (Karte)                                           | Nach 1691 | Baugeschichtlich und hausgeschichtlich von Bedeutung. Erdgeschoss mit älteren Teilen. 3 Tor- bzw. Türöffnungen, Haustür mit Segmentbogensturz. 2 Hechte. Reko 1992. | 09282957 |
|                                         | Wohnhaus in geschlossener Bebauung | Hotherstraße 14 (Karte)                                           | Nach 1800 | Baugeschichtlich und städtebaulich von Bedeutung, Segmentbogentür | 09282958 |
|                                         | Wohnhaus in geschlossener Bebauung | Hotherstraße 15 (Karte)                                           | Um 1800 | Baugeschichtlich und städtebaulich von Bedeutung, schlichte Putzblenden | 09282959 |
|                                         | Wohnhaus in geschlossener Bebauung | Hotherstraße 16 (Karte)                                           | Um 1800 | Baugeschichtlich und städtebaulich von Bedeutung. Kein eigener Eingang. Mansarddach mit drei Fenstern. | 09282960 |
|                                         | Wohnhaus in geschlossener Bebauung | Hotherstraße 17 (Karte)                                           | 18. Jahrhundert                                                                                               | Baugeschichtlich und städtebaulich von Bedeutung. Erdgeschoss Haustür und ein Fenster mit Segmentbogen. | 09282961 |
|                                         | Wohnhaus in geschlossener Bebauung | Hotherstraße 18 (Karte)                                           | 18. Jahrhundert                                                                                               | Ein Mansarddach mit Nummer 19, baugeschichtlich und hausgeschichtlich von Bedeutung | 09282962 |
|                                         | Wohnhaus in nach links geschlossener Bebauung | Hotherstraße 19 (Karte)                                           | 18. Jahrhundert                                                                                               | Ein Mansarddach mit Nummer 18, baugeschichtlich und hausgeschichtlich von Bedeutung | 09282963 |
| Weitere Bilder                          | Turbinenhaus als Nachfolgebau der von 1699 bis 1928 bestehenden Vierradenmühle, mit Kaplanturbine und allen Wehranlagen, dazu polygonales Bollwerk zwischen Fluss und Mühlgraben, mit Umgang und Mole | Hotherstraße 21 (Karte)                                           | Wohl um 1699 (Bollwerk); nach 1928 (Turbinenhaus)                                                             | Baugeschichtlich, ortsgeschichtlich und technikgeschichtlich von Bedeutung. Kaplanturbine im heute noch bestehenden Bau lieferte Strom für elektrische Straßenbahn, heute für die Straßenbeleuchtung, ehemals auch Nummer 20. | 09284986 |
|                                         | Wohnhaus | Hotherstraße 25 (Karte)                                           | 1. Hälfte 18. Jahrhundert                                                                                     | Baugeschichtlich von Bedeutung. Alte Ziegelformate, große Fensterbögen | 09282197 |
|                                         | Wohnhaus in nach rechts geschlossener Bebauung | Hotherstraße 26 (Karte)                                           | Um 1820 | Baugeschichtlich und städtebaulich von Bedeutung | 09285385 |
|                                         | Wohnhaus in geschlossener Bebauung | Hotherstraße 27 (Karte)                                           | 18. Jahrhundert, später verändert                                                                             | Baugeschichtlich und städtebaulich von Bedeutung. Fassade mit barocker Substanz. Haustür links mit Segmentbogensturz, Biedermeiertürflügel. Verschalter Dachaufbau. | 09282964 |
|                                         | Wohnhaus in geschlossener Bebauung | Hotherstraße 28 (Karte)                                           | 18. Jahrhundert, spätere Umbauten                                                                             | Baugeschichtlich und städtebaulich von Bedeutung. Erdgeschoss mit Gewölben | 09282965 |
|                                         | Wohnhaus in geschlossener Bebauung | Hotherstraße 29 (Karte)                                           | Um 1850 | Baugeschichtlich und städtebaulich von Bedeutung. Tor mit Segmentbogensturz und kleinem Schlussstein. 2009 Störendes Flachdach. | 09282966 |
|                                         | Wohnhaus in geschlossener Bebauung | Hotherstraße 30 (Karte)                                           | Nach 1800 | Baugeschichtlich und städtebaulich von Bedeutung. Rechts Haustür mit Segmentbogensturz. Hecht. | 09282967 |
|                                         | Wohnhaus in geschlossener Bebauung und Hofgebäude | Hotherstraße 31 (Karte)                                           | Bezeichnet mit 1822, ältere Teile                                                                             | Baugeschichtlich und städtebaulich von Bedeutung. 2 Reihen Fledermausgauben, schöne Erdgeschossgewölbe. Frei stehendes Hofgebäude mit 2 Hechten. | 09282968 |
|                                         | Wohnhaus in geschlossener Bebauung | Hotherstraße 32 (Karte)                                           | 18. Jahrhundert                                                                                               | Baugeschichtlich und städtebaulich von Bedeutung. Ursprünglich Barockhaus, Obergeschoss um 1910 mit Putzornamentik verfeinert. Gewölbe. Biedermeierhaustür. | 09282969 |
|                                         | Wohnhaus in geschlossener Bebauung | Hotherstraße 33 (Karte)                                           | 18. Jahrhundert, später umgebaut                                                                              | Baugeschichtlich und städtebaulich von Bedeutung | 09282970 |
|                                         | Wohnhaus in geschlossener Bebauung | Hotherstraße 34 (Karte)                                           | 18. Jahrhundert, spätere Umbauten                                                                             | Baugeschichtlich und städtebaulich von Bedeutung. Haustür um 1800. | 09282971 |
|                                         | Wohnhaus in geschlossener Bebauung | Hotherstraße 35 (Karte)                                           | 18. Jahrhundert, später umgebaut                                                                              | Baugeschichtlich und städtebaulich von Bedeutung. Mansardgeschoss Ende 19. Jahrhundert. | 09282972 |
|                                         | Wohnhaus in geschlossener Bebauung | Hotherstraße 36 (Karte)                                           | 18. Jahrhundert                                                                                               | Baugeschichtlich und städtebaulich von Bedeutung | 09285603 |
|                                         | Wohnhaus in geschlossener Bebauung | Hotherstraße 37 (Karte)                                           | 18. Jahrhundert                                                                                               | Baugeschichtlich und städtebaulich von Bedeutung | 09284999 |
|                                         | Wohnhaus in geschlossener Bebauung | Hotherstraße 38 (Karte)                                           | 18. Jahrhundert                                                                                               | 2009 besteht nur noch das Erdgeschoss und die Wand bis 1. Obergeschoss, städtebaulich von Bedeutung. Erdgeschoss Korbbogenportal und Putznutungen. | 09282973 |
|                                         | Wohnhaus in nach links geschlossener Bebauung | Hotherstraße 39 (Karte)                                           | Erste Hälfte 19. Jahrhundert                                                                                  | Baugeschichtlich und städtebaulich von Bedeutung | 09282974 |
|                                         | Goldener Engel; Gasthaus mit Anbauten | Hugo-Keller-Straße 1 (Karte)                                      | Nach 1717 | Baugeschichtlich und ortsgeschichtlich von Bedeutung | 09302591 |
|                                         | Wohnhaus, rechts an das Gasthaus gebaut, mit kleinem Anbau | Hugo-Keller-Straße 2 (Karte)                                      | Nach 1717 | Baugeschichtlich von Bedeutung | 09282554 |
|                                         | Mietshaus in geschlossener Bebauung mit Laden, Eckhaus | Hugo-Keller-Straße 3 (Fleischerstraße 10) (Karte)                 | 1890er Jahre                                                                                                  | Baugeschichtlich, städtebaulich und straßenbildprägend von Bedeutung. Klinkerbau. Hochgezogene Ecke. Eckbalkons fehlen. Originale Fenster und Haustür. | 09282552 |
|                                         | Mietshaus in geschlossener Bebauung | Hugo-Keller-Straße 4 (Karte)                                      | Bezeichnet mit 1903                                                                                           | Einfache, an Formen des Jugendstils angelehnte Fassade, baugeschichtlich und städtebaulich von Bedeutung. Erdgeschoss Putznutungen. Originale Fenster und Haustür. Gurtgesimse. | 09282555 |
|                                         | Mietshaus in geschlossener Bebauung | Hugo-Keller-Straße 5 (Karte)                                      | Bezeichnet mit 1903                                                                                           | Aufwändiger Klinkerbau mit Sandsteineinfassungen, baugeschichtlich und städtebaulich von Bedeutung. Originale Fenster und Haustür. | 09282556 |
|                                         | Mietshaus in geschlossener Bebauung | Hugo-Keller-Straße 10a (Karte)                                    | Um 1880 | Baugeschichtlich und städtebaulich von Bedeutung. Profilierte Fenstergewände, originale Fenster, Haustür. | 09285379 |
| Direkt Bild zu diesem Denkmal hochladen | Mietshaus in geschlossener Bebauung, Eckhaus | Hugo-Keller-Straße 11 (Hauptanschrift: Breite Straße 13b) (Karte) | Um 1870 | Baugeschichtlich und straßenbildprägend von Bedeutung. Abgeschrägte und hochgezogene Ecke. Putznutungen. | 09282540 |
|                                         | Mietshaus in geschlossener Bebauung, Eckhaus | Hugo-Keller-Straße 12 (Hauptanschrift: Breite Straße 13a) (Karte) | Um 1850 | Baugeschichtlich von Bedeutung. Abgeschrägte Ecke. Gurtgesims. Originale Fenster. Schöne rundbogige Treppenhausfenster. Originale Innenausstattung. | 09282538 |
|                                         | Wohnhaus mit Läden in geschlossener Bebauung, Eckhaus, dazu das angebaute Nebengebäude Jakob-Böhme-Straße 3 | Jakob-Böhme-Straße 2, 3 (Hauptanschrift: Weberstraße 11) (Karte)  | Gotisch, 15./16. Jahrhundert (Weberstraße 11/Jakob–Böhme-Straße); 18. Jahrhundert (Jakob–Böhme–Straße 4)      | Baugeschichtlich, hausgeschichtlich und straßenbildprägend von Bedeutung. Streichung 2015 Jakob-Böhme-Straße 4, Nebengebäude, Haus weist kaum noch Originalsubstanz auf Aus spätmittelalterlichem Brauhof errichtet. Wohnhaus Weberstraße 11/Jakob-Böhme-Straße 2: Portal vielleicht erst 1779. Läden 2. Hälfte 19. Jahrhundert. Strebepfeiler an S-Seite nach Stadtmauerabbruch an dieser Stelle 1845 entstanden. Inschrift rechts vom Hauseingang. Gotischer Dachstuhl. Nebengebäude Jakob-Böhme-Straße 3 und Wohnhaus Jakob-Böhme-Straße 4 (18. Jahrhundert) ursprünglich Nebengebäude zu Weberstraße 11. Das waren sicher zunächst zwei Giebelhäuser zur Weberstraße, wobei sich das südliche steile Dach im Dach entlang der Jakob-Böhme-Straße erhalten hat. Es wurde nach vorn abgewalmt in das neue Traufdach, was nun beide einstige Giebelhäuser zur Weberstraße überfängt, eingebunden. | 09282276 |
|                                         | Wohnhaus in geschlossener Bebauung | Jakob-Böhme-Straße 5 (Karte)                                      | 1. Hälfte 19. Jahrhundert                                                                                     | Baugeschichtlich und städtebaulich von Bedeutung | 09282066 |
|                                         | Mietshaus in geschlossener Bebauung | Jakob-Böhme-Straße 6 (Karte)                                      | Um 1860 | Fassade mit Stilelementen der Neorenaissance, baugeschichtlich und städtebaulich von Bedeutung. Schöne originale Fenster und Portale. | 09282277 |
|                                         | Wohnhaus in geschlossener Bebauung | Jakob-Böhme-Straße 7 (Karte)                                      | 1850er Jahre                                                                                                  | Fassade mit Stilelementen der Neorenaissance, baugeschichtlich und städtebaulich von Bedeutung. Vor der Sanierung links Laden mit originaler Front. Feingearbeitete Stuckleisten. | 09282278 |
|                                         | Mietshaus in geschlossener Bebauung, Eckhaus zur Kränzelstraße | Jakob-Böhme-Straße 8 (Karte)                                      | Um 1895 | Späthistoristische Fassade, baugeschichtlich und straßenbildprägend von Bedeutung. Abgeschrägte Ecke. Dekoration mit weißen Verblendziegeln. | 09282279 |
|                                         | Straßen der Historischen Altstadt mit Bürgersteigen und Granitpflasterungen | Jüdenstraße (Karte)                                               | 19. Jahrhundert                                                                                               | Stadtgeschichtlich und straßenbildprägend von Bedeutung | 09302847 |
| Direkt Bild zu diesem Denkmal hochladen | Wohnhaus in geschlossener Bebauung, Eckhaus | Jüdenstraße 2 (Rosenstraße 11) (Karte)                            | 1855/56 | Baugeschichtlich und städtebaulich von Bedeutung. Originale Fenster und Haustür. | 09280768 |
| Direkt Bild zu diesem Denkmal hochladen | Wohnhaus in geschlossener Bebauung | Jüdenstraße 3 (Karte)                                             | 16. Jahrhundert                                                                                               | Baugeschichtlich und städtebaulich von Bedeutung. Fenster klein und unregelmäßig. | 09282739 |
|                                         | Wohnhaus in geschlossener Bebauung, mit originaler Ladenfront | Jüdenstraße 4 (Karte)                                             | Kern 16. Jahrhundert (Wohnhaus); um 1850 (Laden)                                                              | Baugeschichtlich und städtebaulich von Bedeutung. Wahrscheinlich aus zwei alten Hauseinheiten. Laden um 1850. Inneneinbauten. | 09282740 |
|                                         | Wohnhaus in geschlossener Bebauung | Jüdenstraße 5 (Karte)                                             | Nach 1717 | Baugeschichtlich und städtebaulich von Bedeutung. Originale barocke Haustür. Eingangshalle. | 09282741 |
|                                         | Wohnhaus in geschlossener Bebauung | Jüdenstraße 6 (Karte)                                             | Nach 1717 | Baugeschichtlich und städtebaulich von Bedeutung, Gebäude sehr überformt | 09282742 |
|                                         | Wohnhaus in geschlossener Bebauung | Jüdenstraße 7 (Karte)                                             | Nach 1717 | Baugeschichtlich und städtebaulich von Bedeutung, Gebäude sehr überformt | 09282743 |
|                                         | Wohnhaus in geschlossener Bebauung | Jüdenstraße 8 (Karte)                                             | Nach 1717 | Baugeschichtlich und städtebaulich von Bedeutung | 09282744 |
|                                         | Wohnhaus in geschlossener Bebauung | Jüdenstraße 11 (Karte)                                            | Im Erdgeschoss Reste 16. Jahrhundert                                                                          | Baugeschichtlich und hausgeschichtlich von Bedeutung. Inschrift im Schlussstein des Barockportals. Fassade 2. Hälfte des 19. Jahrhunderts umgestaltet. Mittelrisalit mit Dreiecksgiebel. WBG wollte 2001 abbrechen. | 09282738 |
|                                         | Straßen der Historischen Altstadt mit Bürgersteigen und Granitpflasterungen | Karpfengrund (Karte)                                              | 19. Jahrhundert                                                                                               | Stadtgeschichtlich und straßenbildprägend von Bedeutung | 09302847 |
| Weitere Bilder                          | Wohnhaus | Karpfengrund 1 (Karte)                                            | Nach 1691 | Zwei Flügel im Winkel aneinandergebaut, war Hinterhaus von Nikolaistraße 12, Brunnen mit Figur von Gisela Mauermann 1993/1994, Relikt der historischen Wasserversorgung, auf Plan 1794 als Röhrbütte verzeichnet, baugeschichtlicher Wert. Mansarddach, Stichkappen im Erdgeschoss. | 09282712 |
|                                         | Wohnhaus | Karpfengrund 3 (Karte)                                            | Nach 1691 | Ehemals Hinterhaus von Nikolaistraße 7, baugeschichtlich von Bedeutung | 09282713 |
|                                         | Wohnhaus, nach links freistehend, mit Mauer, die in Ostwest-Richtung zur Stadtmauer führt | Karpfengrund 4 (Karte)                                            | Nach 1691 | Baugeschichtlich und straßenbildprägend von Bedeutung | 09282714 |
|                                         | Wohnhaus in geschlossener Bebauung | Karpfengrund 5 (Karte)                                            | Nach 1619 | Erdgeschoss große Tonne, baugeschichtlich von Bedeutung | 09282715 |
|                                         | Wohnhaus in geschlossener Bebauung | Karpfengrund 6 (Karte)                                            | Nach 1691 | Baugeschichtlich von Bedeutung | 09282716 |
|                                         | Wohnhaus in geschlossener Bebauung | Karpfengrund 7 (Karte)                                            | Nach 1691 | Baugeschichtlich von Bedeutung | 09282717 |
|                                         | Wohnhaus in geschlossener Bebauung | Karpfengrund 8 (Karte)                                            | Ab 15. Jahrhundert                                                                                            | Teils gotische Ziegelgewände, teils Renaissancegewände mit Ritzungen, baugeschichtlich und hausgeschichtlich von Bedeutung | 09282718 |
|                                         | Wohnhaus in geschlossener Bebauung, Eckhaus mit Schwibbogen zum Vogtshof | Karpfengrund 9 (Karte)                                            | Nach 1691 | Baugeschichtlich und straßenbildprägend von Bedeutung | 09282719 |
|                                         | Klosterplatz um das ehemalige Franziskaner-Kloster | Klosterplatz (Karte)                                              | 19. Jahrhundert                                                                                               | Auf dem Platz heute Klosterschule, Brunnen bei der Umgestaltung des Klosterplatzes 1905 aufgestellt, anstelle der vorhergehenden Zisterne nun ein achteckiges Brunnenbecken mit reichverziertem schmiedeeisernem Gitter, Pflanzen, Blüten und Wasserspeiern an der Brunnensäule, künstlerisch und stadtgeschichtlich von Bedeutung. Als um 1905 der Klosterplatz umgestaltet wurde, stellte man hier anstelle der vorhergehenden Zisterne ein achteckiges Brunnenbecken mit reich verziertem schmiedeeisernen Gitter auf. Die prachtvolle Brunneneinfassung zeugt von der langen Tradition der Görlitzer Schmiedekunst - üppig ranken hier eiserne Pflanzen und kunstvoll geschmiedete Blüten verzieren die Ecken. Auch die Wasserspeier an der Brunnensäule sind geschmiedet. | 09287184 |
| Weitere Bilder                          | Zierbrunnen | Klosterplatz (Karte)                                              | Nach 1855 | Künstlerisch und platzbildprägend von Bedeutung. Granitbecken mit Schmiedeisenziergittern. | 09282152 |
|                                         | Straßen der Historischen Altstadt mit Bürgersteigen und Granitpflasterungen | Klosterplatz (Karte)                                              | 19. Jahrhundert                                                                                               | Stadtgeschichtlich und straßenbildprägend von Bedeutung | 09302847 |
| Direkt Bild zu diesem Denkmal hochladen | Haus Drei Eichen; Wohnhaus in geschlossener Bebauung, Eckhaus | Klosterplatz 2 (Hauptanschrift: Fischmarktstraße 5) (Karte)       | Bezeichnet mit 1818                                                                                           | Baugeschichtlich und städtebaulich von Bedeutung. Bezeichnung bereits am Vorgängerbau 1492, 1817 abgebrannt. 1818 neu aufgebaut, übernommen wurde Barockportal mit Schlussstein (darauf Allianzwappen, über Wappen Sandsteintafel, auf der drei Eichen stehen und Inschrift: Unter den Eichen, abgebrannt am 30. Juli 1817, erbaut im Jahre 1818 von J.G.L.Weider). WBG wollte 2001 abreißen. | 09282331 |
|                                         | Wohnhaus, mit Läden | Klosterplatz 3 (Karte)                                            | 1840 | Sehr breite Straßenfront, baugeschichtlich und straßenbildprägend von Bedeutung. Aus älterem Seitengebäude von Nummer 2 / Fischmarktstraße 5 von Karl August Weider mit 10 Kaufläden erbaut. Massivbau mit Rauputz, langgestreckter Bau mit biedermeierlichem Ausdruck. Vor den Ladenöffnungen ehemals Klappläden. Originale Haustür. | 09282154 |
| Direkt Bild zu diesem Denkmal hochladen | Wohnhaus in halboffener Bebauung | Klosterplatz 4 (Karte)                                            | 1850er Jahre                                                                                                  | Baugeschichtlich und städtebaulich von Bedeutung. Putznutungen, Gesimse, Verdachungen der Fenster. | 09282155 |
| Direkt Bild zu diesem Denkmal hochladen | Wohnhaus in geschlossener Bebauung | Klosterplatz 5 (Karte)                                            | Um 1850 | Baugeschichtlich und städtebaulich von Bedeutung. Fassade schlicht und geglättet. Originale Haustür. | 09282156 |
| Direkt Bild zu diesem Denkmal hochladen | Knabenmittelschule, Elisabethschule, Ecklage zur Klosterstraße, mit Durchgang zum Fischmarkt | Klosterplatz 6 (Hauptanschrift: Elisabethstraße 13) (Karte)       | Bezeichnet mit 1873                                                                                           | Stattliches Gebäude mit reicher Neorenaissance-Fassade, Entwurf: Berliner Architekt Cremer und Görlitzer Baumeister Barth, architekturgeschichtlich, baukünstlerisch und platzbildprägend von Bedeutung. Dreigeschossiger Bau mit Flachdach. Gründerzeitlich schwere Neurenaissanceformen. Rundfenster. Durchgang: Durchgangsbereich überwölbt. Gurtbogen, Pilaster mit Kompositkapitellen, verkröpfte Profile. | 09282223 |
|                                         | Wohnhaus mit Läden in geschlossener Bebauung, Eckhaus | Klosterplatz 7 (Klosterstraße 3) (Karte)                          | 1853/54 | Baugeschichtlich und städtebaulich von Bedeutung. Originale Haustür und Fenster. | 09282159 |
|                                         | Wohnhaus in geschlossener Bebauung | Klosterplatz 8 (Karte)                                            | Um 1800 | Baugeschichtlich und städtebaulich von Bedeutung. Schlicht und glatt. | 09282160 |
|                                         | Zum Klosterstübel | Klosterplatz 9 (Karte)                                            | Um 1800 | Mit Restaurant, baugeschichtlich und ortsgeschichtlich von Bedeutung | 09282161 |
|                                         | Wohnhaus in geschlossener Bebauung, mit Laden | Klosterplatz 10 (Karte)                                           | 1. Hälfte 19. Jahrhundert                                                                                     | Baugeschichtlich und städtebaulich von Bedeutung. Laden mit originaler Front. Originale Fenster. | 09282162 |
|                                         | Wohnhaus in geschlossener Bebauung | Klosterplatz 11 (Karte)                                           | 1. Hälfte 19. Jahrhundert                                                                                     | Baugeschichtlich und städtebaulich von Bedeutung. Haus über schmalem Grundriss errichtet. Steiles Satteldach. | 09282163 |
|                                         | Wohnhaus in geschlossener Bebauung | Klosterplatz 12 (Karte)                                           | 1. Hälfte 19. Jahrhundert                                                                                     | Baugeschichtlich und städtebaulich von Bedeutung. Schlichtes Haus, Satteldach. | 09282164 |
|                                         | Wohnhaus in geschlossener Bebauung | Klosterplatz 13 (Karte)                                           | 1. Hälfte 19. Jahrhundert                                                                                     | Baugeschichtlich und städtebaulich von Bedeutung. Erdgeschoss mit Ladenfront. | 09282165 |
|                                         | Wohnhaus mit Läden mit originalen Fronten in geschlossener Bebauung, Eckhaus | Klosterplatz 14 (Hauptanschrift: Nonnenstraße 19) (Karte)         | 1850er Jahre                                                                                                  | Baugeschichtlich und straßenbildprägend von Bedeutung | 09282321 |
|                                         | Wohnhaus in geschlossener Bebauung | Klosterplatz 15 (Karte)                                           | 1853 | Bauherr Restaurateur Hennig, baugeschichtlich und städtebaulich von Bedeutung. Originale Haustür. | 09282166 |
|                                         | Wohnhaus in geschlossener Bebauung | Klosterplatz 16 (Karte)                                           | Um 1850 | Baugeschichtlich und städtebaulich von Bedeutung. Leerstehender alter Laden mit originaler Front. Originale Haustür. | 09282167 |
|                                         | Wohnhaus in geschlossener Bebauung | Klosterplatz 17 (Karte)                                           | Um 1850 | Baugeschichtlich und städtebaulich von Bedeutung. Erdgeschoss durch Vermauerung entstellt. Schöne Stuckfassade. | 09282168 |
|                                         | Wohnhaus in geschlossener Bebauung, mit Laden | Klosterplatz 18 (Karte)                                           | Um 1850 | Baugeschichtlich und städtebaulich von Bedeutung. Schöne Stuckfassade, originale Haustür. | 09282169 |
| Weitere Bilder                          | Klosterschule | Klosterplatz 20 (Karte)                                           | 1854–1856 | Über dem einstigen Franziskanerkloster auf hufeisenförmigem Grundriss errichtet, Bruchsteinbau mit Sandsteinquadern der Strebepfeiler, Sandsteinmaßwerk, neugotisch in Anklang an englische Colleges, Entwurf vom Görlitzer Stadtbaurat H. O. W. Martin unter Einfluss von August Stühler, baugeschichtlich und ortsgeschichtlich von Bedeutung. Erbauungsdatum laut Urkunden. Ehemals Augusteum, altsprachliches Gymnasium. Schule 1565 eröffnet. Bereitete zukünftige Pastoren, Offiziere, Juristen und Lehrer auf das Studium vor. | 09282157 |
| Weitere Bilder                          | Dreifaltigkeitskirche; Franziskaner-Klosterkirche | Klosterplatz 21 (Karte)                                           | 1234 | 1234 an dieser Stelle das Kloster gegründet, 1380 Erweiterung, 1450 Umbau, 1420–1450 Anbau der Barbara-Kapelle, baugeschichtlich, kunstgeschichtlich und ortsgeschichtlich von Bedeutung. Evangelische Dreifaltigkeitskirche oder Oberkirche, ehemalige Franziskaner-Klosterkirche, seit der Instandsetzung von 1715 Dreifaltigkeitskirche (Klosterplatz 21). Gründung des Klosters 1234, Weihe 1245. Die romanische Apsis 1371–81 durch den heutigen Chor ersetzt, 1420–50 Anbau der Barbara-Kapelle, mit dem nördlichen Kreuzgangflügel verbunden, 1508 Neugestaltung des Westgiebels und der Wölbung. 1564 Aufhebung des Klosters. Seit 1565 Gymnasium. 1713 Wiedererrichtung einer Pfarrei, bis 1715 barocke Innengestaltung der Kirche. Restaurierung 1909–12 (und Ausmalung) sowie 1992. - Das Äußere schlicht, verputzter Bruchsteinbau. Der langgestreckte, dreijochige Chor aus Quader- und Backsteinmauerwerk, mit 7/12–Schluss und Strebepfeilern, ist das älteste gotische Baudenkmal in Görlitz. Das Langhaus durch Veränderungen und Erweiterungen im 15. Jahrhundert in die bestehende Form gebracht, Vollendung bis 1508, der westliche Giebel mit spätestgotischen Segment- und Kielbogenblenden in verputztem Backsteinmauerwerk. Spitzbogige Portale an der West- und Nordseite, dort mit krabbenbesetztem Kielbogen und Kreuzblume. Westlich davon vermauertes Doppelportal. Lange spitzbogige Fenster im Chor und Schiff, zum Teil mit reichem Maßwerk. Turm an der Nordseite, die unteren, quadratischen Geschosse aus der Bauzeit des Chores, der schlanke, achteckige Oberbau um 1500, mit steilem barockem Abschluss. An der Südseite nach Osten doppelgeschossiger Anbau, nach Westen die Barbara-Kapelle. - Inneres: Der dreijochige Chor mit Kreuzgewölbe, die Rippen auf Kapitellen, die von kurzen Runddiensten auf Kopfkonsolen getragen werden. Das Gewölbe selbst mit reicher floraler Ausmalung, datiert 1910. Unter den schlanken Maßwerkfenstern sieben spitzbogige Wandnischen. An der Nordwand ein vermauertes Portal mit Vorhangbogen und Stabwerk, ehemals Zugang zu der im 19. Jahrhundert abgebrochenen Sakristei. An der Südseite reich profilierter Durchgang mit geradem Schluss. Der spitzbogige Triumphbogen (zum Chor hin) mit Eckdiensten auf Konsolen, die schönen Kapitelle vom Gründungsbau. Das Hauptschiff mit Netzgewölbe, das sich aus den 1508 vorgeblendeten halben Achteckpfeilern aus Backsteinmauerwerk entwickelt. Farbig gefasste Manschetten an den Kreuzungspunkten der Gewölberippen. Florale Ausmalung der Arkadenbögen, Fensternischen und Rippenansätze, datiert 1910. Die Südwand des Langhauses durch Einbeziehung des nördlichen Kreuzgangflügels zu einem Seitenschiff mit doppelgeschossigen Arkaden aufgebrochen. Gedrücktes Kreuzrippengewölbe mit reicher ornamentaler und figürlicher Ausmalung im Untergeschoss, Mitte 15. Jahrhundert, das östliche Joch mit einem Engelkonzert (durch die Darstellung zahlreicher spätmittelalterlicher Musikinstrumente beachtenswert), in den übrigen Jochen florale Motive, Engel mit Marterwerkzeugen und die Evangelisten. Das Obergeschoss als Empore zum Schiff hin geöffnet. - Ausstattung: Prachtvoller geschnitzter Altaraufbau von Caspar Gottlob von Rodewitz, datiert 1713. Über hohem Sockelgeschoss von vier Säulen getragener, triumphbogenähnlicher Aufbau mit Trinität, Engeln, Putten und Blumengirlanden. An den Seiten lebensgroße Figuren von Moses und Johannes. In dem etwas zurückversetzten Hauptfeld vollplastische Ölberggruppe (für den architektonischen Aufbau könnte sich Rodewitz an Elementen des Dresdner Zwingers orientiert haben.) Der Altar wurde laut Inschrift 1841 und 1910 farbig neu gefasst. – Reichgeschnitzte Kanzel, datiert 1670. Am Treppenaufgang, Kanzelkorb und dem hohen Schalldeckel gedrehte Säulchen, dazwischen Figurennischen mit den Aposteln. Auf dem Schalldeckel Christus Triumphator. – An der Chornordwand figurenreiches Epitaph für den kaiserlichen Pfalzgrafen und Bürgermeister von Görlitz Samuel Knorr von Rosenroth († 1720). An der Südwand ehemalige Giebelbekrönung der nördlichen Vorhalle, Christus und Gottvater, Caspar Gottlob von Rodewitz zugeschrieben, um 1715 und ein kleines Tafelbild mit Darstellung des Weltgerichts mit Stifter, bezeichnet 1482. Die Oberkirche hat als einzige Görlitzer Kirche noch spätgotisches Inventar bewahrt: Chorgestühl, ursprünglich für 64 Mönche, bezeichnet 1484, mit ausführlicher Inschrift zur Geschichte des Klosters (die erste Reihe des Gestühls Kriegsverlust, heute nur noch 36 Plätze erhalten, das spätgotische Ratsgestühl heute in Oppeln, Polen). – Zahlreiche, zum Teil noch spätgotische Wappengrabsteine und Grabdenkmäler im Innern, besonders beachtenswert an der Westseite ein Ritzgrabstein für Jone, Sohn des Benesch von Duba, bezeichnet 1381. Einige der Grabsteine vom e Nikolaifriedhof. - Die Barbara-Kapelle zweijochig, nach Osten und Westen dreiseitig geschlossen. Reiches Netzgewölbe, die Rippen zum Teil auf Kopfkonsolen. Farbverglasung der Fenster um 1910. – In der Kapelle schöner vierflügeliger Schnitzaltar, um 1510 (die irrige Jahreszahl 1487/88 an der Predella modern), stilistisch den Altären in Kamenz (Kr. Kamenz) nahestehend. Im Mittelschrein Maria mit Kind, auf den Innenseiten der Flügel Reliefs mit Szenen aus dem Marienleben (teilweise im Anschluss an Dürers Holzschnitte), die Außenseiten mit gemalten Passionsdarstellungen. – Beweinungsgruppe aus Sandstein, bezeichnet H.v.O. (Hans von Olmützer), datiert 1492 (überarbeitet). Christus in der Rast, Schnitzarbeit um 1500. – Tafelbild der Kreuzigung Christi mit einem Stifterpaar, bezeichnet F H 1524, wahrscheinlich von dem in Görlitz tätigen Maler Franz Han. Im Hintergrund Jerusalem mit dem Heiligen Grab in der Gestalt des Görlitzer Heiligen Grabes (s. u.). Die Klostergebäude an der Südseite 1854 abgetragen. | 09282158 |
|                                         | Straßen der Historischen Altstadt mit Bürgersteigen und Granitpflasterungen | Klosterstraße (Karte)                                             | 19. Jahrhundert                                                                                               | Stadtgeschichtlich und straßenbildprägend von Bedeutung | 09302847 |
|                                         | Knabenmittelschule, Elisabethschule, Ecklage zur Klosterstraße, mit Durchgang zum Fischmarkt | Klosterstraße 1 (Hauptanschrift: Elisabethstraße 13) (Karte)      | Bezeichnet mit 1873                                                                                           | Stattliches Gebäude mit reicher Neorenaissance-Fassade, Entwurf: Berliner Architekt Cremer und Görlitzer Baumeister Barth, architekturgeschichtlich, baukünstlerisch und platzbildprägend von Bedeutung. Dreigeschossiger Bau mit Flachdach. Gründerzeitlich schwere Neurenaissanceformen. Rundfenster. Durchgang: Durchgangsbereich überwölbt. Gurtbogen, Pilaster mit Kompositkapitellen, verkröpfte Profile. | 09282223 |
|                                         | Wohn- und Bürogebäude in geschlossener Bebauung, Eckhaus | Klosterstraße 2 (Elisabethstraße 12) (Karte)                      | 1853/54 (Wohn- und Bürogebäude)                                                                               | Palazzoartiges Gebäude, baugeschichtlich und städtebaulich von Bedeutung. Palazzoartiger Bau mit vielen Putznutungen. Gemäß Jecht bot sich mit Einsturz des alten Marstalls 1853 die Möglichkeit, den Klosterplatz zur Elisabethstraße zu öffnen. | 09282210 |
| Direkt Bild zu diesem Denkmal hochladen | Wohnhaus mit Läden in geschlossener Bebauung, Eckhaus | Klosterstraße 3 (Hauptanschrift: Klosterplatz 7) (Karte)          | 1853/54 | Baugeschichtlich und städtebaulich von Bedeutung. Originale Haustür und Fenster. | 09282159 |
| Weitere Bilder                          | Straßen der Historischen Altstadt mit Bürgersteigen und Granitpflasterungen | Kränzelstraße (Karte)                                             | 19. Jahrhundert                                                                                               | Stadtgeschichtlich und straßenbildprägend von Bedeutung | 09302847 |
|                                         | Wohnhaus in geschlossener Bebauung | Kränzelstraße 1 (Karte)                                           | Nach 1726 | Barockhaus, baugeschichtlich und städtebaulich von Bedeutung. Bau nach Stadtbrand 1726. Putz, Fassadengestaltung und Dachausbauten nach 1850. Treppenhaus mit Oberlicht. | 09282280 |
|                                         | Wohnhaus in geschlossener Bebauung | Kränzelstraße 2 (Karte)                                           | Nach 1726 | Barockhaus, baugeschichtlich und hausgeschichtlich von Bedeutung. Bau nach Stadtbrand 1726. Umbau nach Mitte 19. Jahrhundert. Innenhalle. | 09282281 |
|                                         | Wohnhaus in geschlossener Bebauung | Kränzelstraße 3 (Karte)                                           | Um 1870 | Baugeschichtlich und städtebaulich von Bedeutung. Wahrscheinlich Reste aus dem 18. Jahrhundert. Neubau um 1870. Originale Fenster und Haustür. | 09282282 |
|                                         | Wohnhaus in geschlossener Bebauung | Kränzelstraße 4 (Karte)                                           | Um 1840 | Baugeschichtlich und städtebaulich von Bedeutung | 09282283 |
|                                         | Wohnhaus in geschlossener Bebauung, Eckhaus | Kränzelstraße 5 (Hauptanschrift: Handwerk 13) (Karte)             | Nach 1726 | Gewölbedecken mit barockem Stuck, baugeschichtlich und hausgeschichtlich von Bedeutung. 1726 durch Brand sehr zerstört und wieder aufgebaut. 1489 aus drei Giebelhäusern zu einem gemacht. 1874 barocke Straßenfassade vereinfacht. | 09282413 |
|                                         | Wohnhaus in geschlossener Bebauung, Eckhaus | Kränzelstraße 6 (Hauptanschrift: Handwerk 12) (Karte)             | Nach 1726, Neuaufbau nach 1824                                                                                | Baugeschichtlich und städtebaulich von Bedeutung. Haus hat Eingangsseite zum Handwerk. Biedermeiertür. Im Erdgeschoss zur Kränzelstraße ehemalige Klappläden. Neuaufbau nach 1824 wohl mit älteren Teilen. | 09282411 |
|                                         | Wohnhaus in geschlossener Bebauung | Kränzelstraße 7 (Karte)                                           | Nach 1525; nach 1726                                                                                          | Baugeschichtlich und hausgeschichtlich von Bedeutung. Erdgeschoss nach Brand von 1525, Renaissance. Obergeschoss nach Brand von 1726. Neuabputz 19. Jahrhundert. Originale Haustür um 1800. | 09282288 |
|                                         | Wohnhaus in geschlossener Bebauung | Kränzelstraße 8 (Karte)                                           | Nach 1726 | Barockhaus, baugeschichtlich und hausgeschichtlich von Bedeutung. Bau nach Stadtbrand 1726. Umbau Mitte 19. Jahrhundert. Originale Haustür. | 09282289 |
|                                         | Wohnhaus in geschlossener Bebauung | Kränzelstraße 9 (Karte)                                           | Bezeichnet mit 1717                                                                                           | Barockhaus, baugeschichtlich und hausgeschichtlich von Bedeutung. Bau nach Stadtbrand 1726. Portal in Kämpferquadern der Leibung datiert 1717. Im Schlussstein Monogramm C.W. und 1726. Haustür um 1850. | 09282290 |
|                                         | Wohnhaus in geschlossener Bebauung | Kränzelstraße 10 (Karte)                                          | Um 1850 | Baugeschichtlich und städtebaulich von Bedeutung. Dreigeschossig, drei Fensterachsen, hoher Rundbogeneingang. | 09282291 |
|                                         | Wohnhaus in geschlossener Bebauung | Kränzelstraße 11 (Karte)                                          | Mitte 19. Jahrhundert                                                                                         | Baugeschichtlich und städtebaulich von Bedeutung. Erdgeschoss fast quadratische Fenster, Reste aus dem 18. Jahrhundert. Putznutungen. | 09282292 |
|                                         | Fassaden von vier Häusern als Brandruinen seit 1726 | Kränzelstraße 12, 13, 14, 15 (Karte)                              | 16. Jahrhundert                                                                                               | Mauerwerk nur noch in der Straßenflucht. Hinterhäuser der Neißstraße 24/25 mit mittelalterlichen Kennzeichen, baugeschichtlich von Bedeutung. | 09282293 |
|                                         | Zum Goldenen Apfel; Wohnhaus in geschlossener Bebauung, Eckhaus und Schwibbogen zur Kränzelstraße 17 | Kränzelstraße 16 (Hauptanschrift: Neißstraße 24) (Karte)          | 13.–16. Jahrhundert, Überformungen nach 1726 (Wohnhaus); bezeichnet mit 1727 (Wohnhaus); 1780 (Schwibbogen)   | Barockportal mit gesprengtem Dreiecksgiebel mit drei Figuren. Wappenkartusche. Mittelalterlicher Kern, Fassade barockisiert, baugeschichtlich und kunstgeschichtlich von Bedeutung. Über die Kränzelstraße mit Schwibbogen abgestützt, dieser 1780 angelegt. Barockportal mit gesprengtem Dreiecksgiebel mit drei Figuren. Wappenkartusche. Mittelalterlicher Kern, stetige „Versteinerung“ über die Renaissance, Bild heute barock. | 09282295 |
|                                         | Färberei Jacobi; Wohnhaus in geschlossener Bebauung, Eckhaus, mit Hofgebäude einer alten Schwarzfärberei | Kränzelstraße 17 (Neißstraße 23) (Karte)                          | 1525 (wohl nach Brand); 1. Hälfte 19. Jahrhundert                                                             | Baugeschichtlich, hausgeschichtlich und ortsgeschichtlich von Bedeutung. Mehrere spätere Umbauten. Am Vorderhaus an der Ecke in Obergeschoss-Höhe Brustbild zweier Männer mit Bierkrug. Originale Haustür. Ab 1828 Besitzer Jakobi, im 20. Jahrhundert hier Waschanstalt und Dampffärberei, am Ostgiebel des Hofgebäudes Krüppelwalmdach mit weitem Überstand, wahrscheinlich mit Aufzug, im Dachtragwerk ungewöhnliche alte Dämmung mit Lehmstaken. | 09282297 |
|                                         | Wohnhaus in geschlossener Bebauung, mit Laden mit originaler Front um 1850 | Kränzelstraße 18 (Karte)                                          | Nach 1726 | Barockhaus, baugeschichtlich und städtebaulich von Bedeutung. Dreigeschossiges, kleines Handwerkerhaus. Originale Haustür. | 09282299 |
|                                         | Wohnhaus in geschlossener Bebauung | Kränzelstraße 19 (Karte)                                          | Nach 1726 | Barockhaus, baugeschichtlich und städtebaulich von Bedeutung. Bau nach Stadtbrand 1726. Aufstockung im Dachbereich Mitte 19. Jahrhundert. Bescheidenes Handwerkerhaus. Biedermeierhaustür. | 09282300 |
|                                         | Wohnhaus in geschlossener Bebauung und Hofgebäude als Erweiterung der Waschanstalt und Dampffärberei von Carl Jakobi von der Kränzelstraße 17 / Neißstraße 23 sowie Übergang zu diesem Haus | Kränzelstraße 20 (Karte)                                          | Bezeichnet mit 1727 (Wohnhaus); 1929 (Nebengebäude)                                                           | Baugeschichtlich und ortsgeschichtlich von Bedeutung. Bau nach Stadtbrand 1726. Über Erdgeschoss mittig eingelassene Sandsteinplatte mit Böttcheremblem und Jahreszahl 1727. Im Gedanken des Heimatstils Anlehnung an das alte Hinterhaus Kränzelstraße 17 mit Krüppelwalmdach nach Osten (und Walmdach nach Westen). | 09282301 |
|                                         | Mietshaus in geschlossener Bebauung | Kränzelstraße 21 (Karte)                                          | Bezeichnet mit 1898                                                                                           | Klinkerfassade in gelb und rot, baugeschichtlich und städtebaulich von Bedeutung | 09282302 |
|                                         | Wohnhaus in geschlossener Bebauung | Kränzelstraße 22 (Karte)                                          | 1717 | Haus bei Rekonstruktion 1967 zusammengezogen mit Nummer 23, keine eigene Haustür, baugeschichtlich und hausgeschichtlich von Bedeutung | 09282303 |
|                                         | Wohnhaus in geschlossener Bebauung, Eckhaus | Kränzelstraße 23 (Karte)                                          | Bezeichnet mit 1717                                                                                           | Bau bei Rekonstruktion 1967 mit Nummer 22 zusammengezogen, Barockportal mit Biedermeiertür, baugeschichtlich und hausgeschichtlich von Bedeutung | 09282304 |
|                                         | Wohnhaus in geschlossener Bebauung | Kränzelstraße 24 (Karte)                                          | Nach 1717 | Barockhaus, baugeschichtlich und städtebaulich von Bedeutung. Bau nach Brand 1717 oder 1726 aus zwei alten Bauten zusammengefasst. Originale Haustür und Fenster. | 09282305 |
|                                         | Wohnhaus in geschlossener Bebauung | Kränzelstraße 25 (Karte)                                          | Nach 1726 | Barockhaus, baugeschichtlich und städtebaulich von Bedeutung. Bau nach Stadtbrand 1726. Putzerneuerung im 19. Jahrhundert. Bau schlicht. Originale Haustür. | 09282306 |
|                                         | Wohnhaus in geschlossener Bebauung | Kränzelstraße 26 (Karte)                                          | Nach 1726 | Barockhaus, baugeschichtlich und städtebaulich von Bedeutung. Aus Bau von 1726 nach Mitte des 19. Jahrhunderts etwas umgebaut. Mauerwerk bis Drempel noch in Proportionen des 18. Jahrhunderts. Originale Hofdurchfahrtstür. | 09282307 |
|                                         | Der goldene Anker; Wohnhaus in geschlossener Bebauung, mit Hauszeichen: Schild mit „Goldenem Anker“ auf blauem Grund | Kränzelstraße 27 (Karte)                                          | Um 1540/1545                                                                                                  | Hofseitig Arkaden mit Gewölben, Renaissance-Portal, mittelalterliche Wandmalerei, baugeschichtlich, kunstgeschichtlich und hausgeschichtlich von Bedeutung. Bedeutender Renaissancebau, zusammengewachsen aus zwei in Grundriss und Fassade noch deutlich erkennbaren Hauseinheiten, innen schöne gewölbte Halle. Barocker Umbau. Fragmente einer gotischen Raumausmalung. | 09282308 |
|                                         | Wohnhaus in geschlossener Bebauung | Kränzelstraße 28 (Karte)                                          | Nach 1726 | Barockhaus, baugeschichtlich und städtebaulich von Bedeutung. Bau nach Stadtbrand 1726, Umbau im dritten Viertel des 19. Jahrhunderts. Hinter Blendfenstern Mitte 19. Jahrhundert Fenster mit barocker Sprosseneinteilung. | 09282309 |
|                                         | Wohnhaus in geschlossener Bebauung | Kränzelstraße 29 (Karte)                                          | Nach 1717 | Barockhaus, baugeschichtlich und städtebaulich von Bedeutung. Bau nach Brand von 1717. Drei Geschosse, fünf Fensterachsen. | 09282310 |
|                                         | Wohnhaus in geschlossener Bebauung | Kränzelstraße 30 (Karte)                                          | Nach 1717 | Barockhaus mit weit älterem Kern, Haushalle, hinten im Grundstück die Stadtmauer, baugeschichtlich und städtebaulich von Bedeutung. Bau nach Brand 1726. Erd- und Obergeschoß, vier Fensterachsen. Innenhalle. Haustür um 1850. | 09282311 |
|                                         | Wohnhaus in geschlossener Bebauung | Kränzelstraße 31 (Karte)                                          | Nach 1726 | Barockhaus, baugeschichtlich und städtebaulich von Bedeutung. Bau nach Stadtbrand 1726. Oberste Etage 1878 aufgestockt. Haustür mit zwei spätbarocken Flügeln, durch Glaseinsätze beeinträchtigt. Vier Geschosse zu drei Achsen. Originale Fenster. | 09282312 |
|                                         | Wohnhaus in geschlossener Bebauung | Kränzelstraße 32 (Karte)                                          | Nach 1726 | Barockhaus, baugeschichtlich und städtebaulich von Bedeutung. Bau nach Stadtbrand 1726. Drei Geschosse, drei Achsen. Barockhaus. Portal Sandstein. Originale Haustür. | 09282313 |
|                                         | Wohnhaus in geschlossener Bebauung | Kränzelstraße 33 (Karte)                                          | Nach 1726 | Barockhaus, baugeschichtlich und städtebaulich von Bedeutung. Bau nach Stadtbrand 1726. Drei Geschosse, drei Achsen. Originale Fenster und Haustür. | 09282314 |
|                                         | Wohnhaus in geschlossener Bebauung | Kränzelstraße 34 (Karte)                                          | Bezeichnet mit 1720                                                                                           | Barockhaus, Risalitvorsprung mit Inschrift: „Kommt ein Armer vor die Tür - so gedenke, Jesus sei selbst da bei Dir.“, dazu die Jahreszahl 1720, baugeschichtlich und städtebaulich von Bedeutung. Schönes Barockhaus. Originale Haustür. | 09282315 |
|                                         | Wohnhaus in geschlossener Bebauung, zwei Hofgebäude und Gartenpavillon aus Eisen | Kränzelstraße 35 (Karte)                                          | Bezeichnet mit 1662 (Wohnhaus); bezeichnet mit 1720 (Nebengebäude)                                            | Baugeschichtlich und städtebaulich von Bedeutung. Dachsituation lässt auf Zusammenschluss zweier Häuser deuten. Nebenfassade um die Ecke. Hinterausgang zum Ochsenbasteizwinger, schlicht, überformte Fassade. Endhaus, hinten bezeichnet mit 1720. Putzerneuerung um 1920. Pavillon aus Gusseisen, nach Schätzung von Anne Michel um 1850. Sechs tragende Säulen, eine mit Eisenstreben im Inneren verspannte Dachkonstruktion, ehemals sechs obere Bogen-Zierfelder mit Lochband und fünf Brüstungsfelder mit Rankenwerk mit einer Lyra in der Mitte. Das Dach bestand wohl aus Holzbrettern. | 09282316 |
|                                         | Straßen der Historischen Altstadt mit Bürgersteigen und Granitpflasterungen | Krebsgasse (Karte)                                                | 19. Jahrhundert                                                                                               | Stadtgeschichtlich und straßenbildprägend von Bedeutung | 09302847 |
|                                         | Wohnhaus in geschlossener Bebauung, Eckhaus und vier Schwibbögen über die Krebsgasse | Krebsgasse 1, 2 (Hauptanschrift: Nikolaistraße 14) (Karte)        | Ende 15. Jahrhundert, später überformt                                                                        | Erdgeschoss mit gotischen Gewänden, baugeschichtlich von Bedeutung. Gotisches Portal, Renaissance- und Barockelemente. Beeindruckende Erdgeschossgewölbe. | 09285423 |
|                                         | Wohnhaus in geschlossener Bebauung, Eckhaus zur Krebsgasse, dazu Nebengebäude und Pferdestall | Krebsgasse 8 (Hauptanschrift: Bei der Peterskirche 1) (Karte)     | 16. Jahrhundert (Wohnhaus); 1854 (Pferdestall)                                                                | Letztere Gebäude an der Krebsgasse (ohne Nummer), hier ganz links bis zur Kirchgasse gewölbter Pferdestall von 1854, baugeschichtlich und hausgeschichtlich von Bedeutung. Erdgeschoss Barockportal in Sandstein mit Segmentbogen. Im Zwickel zu Bei der Peterskirche 3 steht eine neue Bütte, ist Flurstück 310, also ein eigenes Flurstück | 09282449 |
|                                         | Straßen der Historischen Altstadt mit Bürgersteigen und Granitpflasterungen | Krischelstraße (Karte)                                            | 19. Jahrhundert                                                                                               | Stadtgeschichtlich und straßenbildprägend von Bedeutung | 09302847 |
| Weitere Bilder                          | Wohnhaus | Krischelstraße 1 (Karte)                                          | 1854 | Endhaus des Straßenzuges zum Fischmarkt, ursprünglich mit Restaurant im Erdgeschoss, klassizistische Gestaltung, baugeschichtlich und städtebaulich von Bedeutung | 09282246 |
| Weitere Bilder                          | Wohnhaus in geschlossener Bebauung | Krischelstraße 2 (Karte)                                          | Um 1850 | Baugeschichtlich und städtebaulich von Bedeutung. Originale Haustür und Fenster. | 09282247 |
|                                         | Wohnhaus in geschlossener Bebauung | Krischelstraße 3 (Karte)                                          | Um 1850 | Baugeschichtlich und städtebaulich von Bedeutung. Originale Haustür. | 09282248 |
|                                         | Wohnhaus in geschlossener Bebauung | Krischelstraße 4 (Karte)                                          | Um 1850 | Baugeschichtlich und städtebaulich von Bedeutung. Erdgeschoss verändert, jetzige Nutzung als Dampfbäckerei. | 09282249 |
|                                         | Wohnhaus in geschlossener Bebauung, Eckhaus | Krischelstraße 5 (Weberstraße 13) (Karte)                         | Um 1850 | Baugeschichtlich und städtebaulich von Bedeutung. Durch Fünfgeschossigkeit Höhenverhältnisse der Straßenfluchten der Weberstraße beeinträchtigt. Eines der ersten Mietshäuser der Görlitzer Altstadt(?). Spätklassizistischer Einschlag. Erdgeschoss verändert. Originale Haustür. | 09282344 |
|                                         | Wohnhaus mit Läden in geschlossener Bebauung, Eckhaus | Krischelstraße 6, 7 (Karte)                                       | Um 1850 (im Kern älter)                                                                                       | Baugeschichtlich und städtebaulich von Bedeutung. Läden original. Vorher standen hier zwei Häuser. | 09282238 |
|                                         | Wohnhaus in geschlossener Bebauung, mit Laden mit originaler Front | Krischelstraße 8 (Karte)                                          | 1849 | Bauherr Jacob Niems, baugeschichtlich und städtebaulich von Bedeutung. Feingearbeitete Stuckfelder an Fassade. Laden 2. Hälfte 19. Jahrhundert. | 09282240 |
|                                         | Wohnhaus in geschlossener Bebauung | Krischelstraße 10 (Karte)                                         | Um 1850 (im Kern älter)                                                                                       | Baugeschichtlich und städtebaulich von Bedeutung. Originale Haustür. | 09282242 |
|                                         | Wohnhaus in geschlossener Bebauung | Krischelstraße 11 (Karte)                                         | Bezeichnet mit 1847 (im Kern älter)                                                                           | Baugeschichtlich und städtebaulich von Bedeutung. Im Erdgeschoss zwei schöne Rundbögen. Originale Fenster und Haustür. | 09282243 |
|                                         | Wohnhaus in geschlossener Bebauung und Hofgebäude | Krischelstraße 12 (Karte)                                         | Um 1850 (im Kern älter)                                                                                       | Baugeschichtlich und städtebaulich von Bedeutung. Ganz feine Stuckleisten, Medaillons mit Köpfen. Originale Fenster und Haustür. Neuerer Ladeneinbruch. | 09282244 |
|                                         | Wohnhaus in geschlossener Bebauung | Krischelstraße 13 (Karte)                                         | 1. Hälfte 19. Jahrhundert                                                                                     | Bauherr war Schuhmachermeister Deutsch, dazu gehörte als Hinterhaus die Elisabethstraße 21, baugeschichtlich und städtebaulich von Bedeutung. Originale Fenster und Haustür. Verschiedene Gesimse, schlichter und klassischer Bau. | 09282245 |
|                                         | Wohnhaus in geschlossener Bebauung | Krischelstraße 14 (Karte)                                         | Um 1850 (im Kern älter)                                                                                       | Baugeschichtlich und städtebaulich von Bedeutung. Originale Haustür. | 09282239 |

## Ehemaliges Denkmal
| Bild                                    | Bezeichnung                        | Lage                     | Datierung               | Beschreibung | ID       |
| --------------------------------------- | ---------------------------------- | ------------------------ | ----------------------- | --- | -------- |
| Direkt Bild zu diesem Denkmal hochladen | Wohnhaus in geschlossener Bebauung | Krischelstraße 9 (Karte) | Um 1850 (im Kern älter) | Baugeschichtlich und städtebaulich von Bedeutung. Originale Fenster und Haustür. Zwischen 2017 und 2024 aus der Denkmalliste gestrichen. | 09282241 |

## Tabellenlegende
- Bild: Bild des Kulturdenkmals, ggf. zusätzlich mit einem Link zu weiteren Fotos des Kulturdenkmals im Medienarchiv Wikimedia Commons. Wenn man auf das Kamerasymbol klickt, können Fotos zu Kulturdenkmalen aus dieser Liste hochgeladen werden:
- Bezeichnung: Denkmalgeschützte Objekte und ggf. Bauwerksname des Kulturdenkmals
- Lage: Straßenname und Hausnummer oder Flurstücknummer des Kulturdenkmals. Die Grundsortierung der Liste erfolgt nach dieser Adresse. Der Link (Karte) führt zu verschiedenen Kartendiensten mit der Position des Kulturdenkmals. Fehlt dieser Link, wurden die Koordinaten noch nicht eingetragen. Sind diese bekannt, können sie über ein Tool mit einer Kartenansicht einfach nachgetragen werden. In dieser Kartenansicht sind Kulturdenkmale ohne Koordinaten mit einem roten bzw. orangen Marker dargestellt und können durch Verschieben auf die richtige Position in der Karte mit Koordinaten versehen werden. Kulturdenkmale ohne Bild sind an einem blauen bzw. roten Marker erkennbar.
- Datierung: Baubeginn, Fertigstellung, Datum der Erstnennung oder grobe zeitliche Einordnung entsprechend des Eintrags in der sächsischen Denkmaldatenbank
- Beschreibung: Kurzcharakteristik des Kulturdenkmals entsprechend des Eintrags in der sächsischen Denkmaldatenbank, ggf. ergänzt durch die dort nur selten veröffentlichten Erfassungstexte oder zusätzliche Informationen
- ID: Vom Landesamt für Denkmalpflege Sachsen vergebene, das Kulturdenkmal eindeutig identifizierende Objekt-Nummer. Der Link führt zum PDF-Denkmaldokument des Landesamtes für Denkmalpflege Sachsen. Bei ehemaligen Kulturdenkmalen können die Objektnummern unbekannt sein und deshalb fehlen bzw. die Links von aus der Datenbank entfernten Objektnummern ins Leere führen. Ein ggf. vorhandenes Icon  führt zu den Angaben des Kulturdenkmals bei Wikidata.